# Ризположенский, Рафаил Васильевич
Ризположенский Рафаил Васильевич (14 [26] мая 1862, предположительно, село Солониково Костромского уезда Костромской губернии, — после 1921 г.) — учёный-почвовед, хранитель Казанского городского музея, один из руководителей и идеологов казанского правомонархического (черносотенного) движения.

## Происхождение, молодые годы
Отцом Р. В. Ризположенского являлся священник Николаевской церкви села Солониково Костромского уезда Костромской губернии Василий Иванович (Иоаннович) Ризположенский (выпускник 2-го отделения Костромской духовной семинарии (1856).
Сохранились косвенные свидетельства о том, что первоначально Р. В. Ризположенский пошёл по стопам своего отца и также обучался в той же семинарии. В ряде документов упоминается «Свидетельство об окончании курса 4 классов Костромской Духовной Семинарии» за № 510, выданное Р. В. Ризположенскому 18 (30) ноября 1880 г., однако других сведений об его обучении в этой семинарии не обнаружено. Кроме того, среди выпускников 1890 г. той же семинарии фигурирует Николай Ризположенский, который, предположительно, являлся Р. В. Ризположенскому близким родственником (возможно, младшим братом).
Чем Р. В. Ризположенский занимался и где жил до 1885—1886 гг. доподлинно не известно. Но служить по духовной линии он, по каким-то причинам, не пошёл, оставаясь при этом верующим православным человеком. Из «удостоверения», выданного 14 (26) августа 1886 г. Спасским уездным исправником, следует, что Р. В. Ризположенский с 15 (27) января 1885 г. и «по настоящее число» проживал в селе Салманы Спасского уезда Казанской губернии. В окрестности этого села Р. В. Ризположенский «делал экскурсии с ботаническою целью», итогом которых стало небольшое исследование «Цветковые растения окрестностей села Салман, Спасского уезда, Казанской губернии», опубликованное в Казани в 1887 г.
В дальнейшем основным местом его проживания стала Казань. Возможно, какое-то время Р. В. Ризположенский зарабатывал себе средства к существованию трудом приказчика, на что, в частности, указывает выданное ему 4 (16) сентября 1886 г. Казанской городской управой «приказчичье, второго класса» свидетельство. Согласно отзывам Казанского полицмейстера, Р. В. Ризположенский был «поведения хорошего и ни в чём предосудительном не замечался».
При этом какое-то время у Р. В. Ризположенского существовала неопределённость по части сословной идентификации. Первоначально он фигурировал в документах как «сын священника». Справкой, выданной 3 (15) февраля 1894 г. Костромской Духовной Консисторией, подтверждалось, что Р. В. Ризположенский, «на основании Высочайше утверждённого мнения Государственного Совета 26 Мая 1869 г. и 15 Марта 1871 г., принадлежит по рождению своему к званию потомственного гражданства и может пользоваться всеми правами, сему званию присвоенными».

## Учёба, научно-исследовательская деятельность по линии «ОЕ при ИКУ»

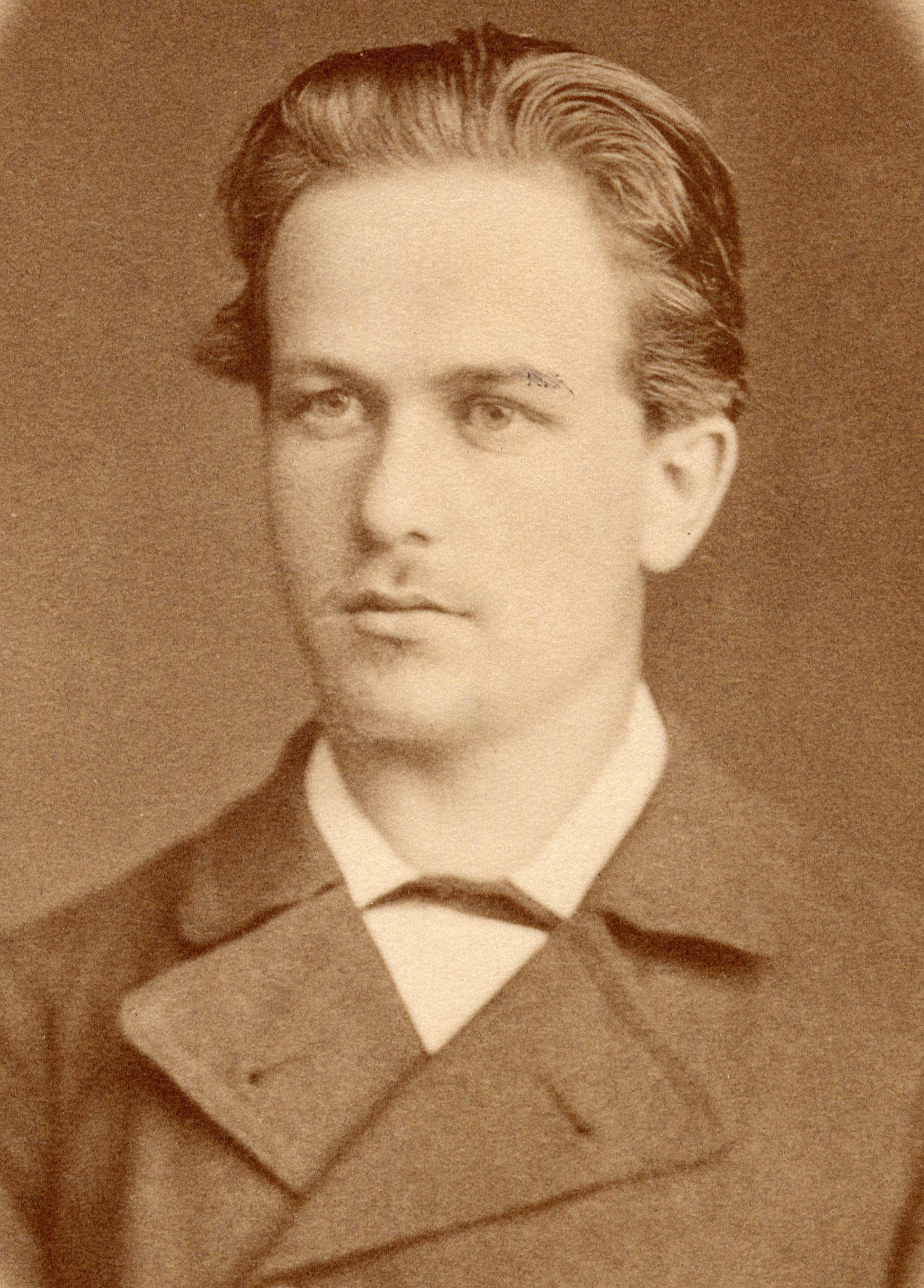
Рафаил Васильевич Ризположенский (Казань, 1880-е гг.)

26 августа (7 сентября) 1886 г. Р. В. Ризположенский подал ректору Императорского Казанского Университета (ИКУ) Н. А. Кремлёву «покорнейшее прошение» о допущении к слушанию «в качестве постороннего слушателя» на физико-математическом факультете (по разряду естественных наук) курсов профессоров А. М. Зайцева (будущего президента «Русского физико-химического общества»), барона Ф. Ф. Розена, Н. В. Сорокина и Н. М. Мельникова.
Выбор в качестве преподавателей хорошо известных в своей области (химии, минералогии, ботанике, зоологии) исследователей, свидетельствовал о том, что Р. В. Ризположенский уже достаточно ясно представлял будущий род своих занятий и был в курсе трудов наиболее авторитетных казанских научных специалистов. Показательно и то, что эти курсы представляли собой исключительно практические занятия, в связи с чем можно также предположить, что теорией к тому времени он уже овладел самостоятельно.
Будучи допущенным к слушанию лекций, Р. В. Ризположенский, согласно сохранившимся документам, проучился в качестве «постороннего слушателя» в ИКУ с первого полугодия 1886/1887 по первое полугодие 1888/1889 академического года. При этом, помимо означенных учёных, в качестве его преподавателей выступали профессора Ф. М. Флавицкий, Н. Ф. Леваковский, А. А. Штукенберг.
В стенах ИКУ Р. В. Ризположенский самым тесным образом связал себя с «Обществом Естествоиспытателей при Императорском Казанском Университете» (ОЕ при ИКУ), действовавшим с мая 1869 г. В первый четвертьвековой период существования общества его почётными членами являлись такие всемирно известные учёные, как А. М. Бутлеров, Чарльз Дарвин, Д. И. Менделеев, И. И. Мечников, действительными членами общества состояли В. М. Бехтерев, П. Ф. Лесгафт, В. В. Марковников и другие. Р. В. Ризположенский стал членом-сотрудником общества в 1887 г., а в 1893 г. был избран его действительным членом. Именно в рамках ОЕ при ИКУ произошло его становление как выдающегося исследователя, создавшего совместно с С. И. Коржинским и А. Я. Гордягиным Казанскую почвенно-ботаническую школу.
В опубликованной в 2003 г. статье А. А. Шинкарёва, А. А. Шинкарёва (мл.) и А. П. Ситникова «У истоков Казанского городского музея (о Рафаиле Васильевиче Ризположенском)» утверждается, в частности, что именно С. И. Коржинский (которого "очень уважаемый историк мировой фитоценологии Х. Х. Трасс назвал «ярчайшей фигурой русской ботаники») и определил выбор Р. В. Ризположенского.
Р. В. Ризположенский стал одним из первых организаторов в рамках ОЕ при ИКУ научно-изыскательских работ по геологии. Вслед за С. И. Коржинским, производившим в 1886 г. исследования почв в Казанской, Самарской, Уфимской, Пермской и Вятской губерниях, Р. В. Ризположенский провёл в июне следующего года, с «целью выяснения связи между растительностью и почвами», свои исследования в Макарьевском и Кологривском уездах родной Костромской губернии. В 1888 г. было начато масштабное исследование Казанской губернии в естественно-историческом отношении с привлечением целого ряда учёных, занявшее три года. При этом на Р. В. Ризположенского и А. Я. Гордягина было возложено проведение почвоведческих изысканий. Результатом их совместной работы стали несколько глав «Естественно-исторического описания Казанской губернии», которые со временем разрослись в широкомасштабное исследование, издававшееся в Казани на протяжении многих лет (в 1892, 1895 и 1896 гг.).

## Вклад Р. В. Ризположенского в развитие отечественного почвоведения
Самые лучшие и плодотворные годы своей жизни Р. В. Ризположенский положил на алтарь отечественного почвоведения, выступая за его повсеместное развитие, распространение знаний о свойствах российских почв, а также их широкое применение на практике.

### Исследование почв Казанской, Симбирской, Пермской, Вятской и Самарской губерний
Занимаясь с 1887 г. по поручению различных учреждений (преимущественно с практическими целями) изучением почв, Р. В. Ризположенский сосредоточил своё основное внимание на их морфолого-генетических признаках, постепенно придя к заключению «о возможности построения, лишь на основании этих признаков, общеприемлемой подробной почвенной классификации, которой эта наука пока не имеет и в которой нуждается в такой степени, что почти все видные исследователи последнего времени создавали и создают самостоятельные почвенные группировки». При этом он отмечал, что тотчас по окончании работ в Казанской губернии создание почвенной системы представлялось ему «делом не трудным, и таковая была составлена и опубликована в 1892 году».
Позднее — в 1896 г. — Р. В. Ризположенский переработал её «в направлении приложимости» не только к казанским почвам, но и вообще — к почвам восточного края Европейской России. Однако, по мере того, как его исследования распространились на другие губернии, а затем и на юг России, он признал, что «построение почвенной системы представляется всё более трудным и откладывается вследствие сознания, что ещё далеко не весь нужный для того материал собран».

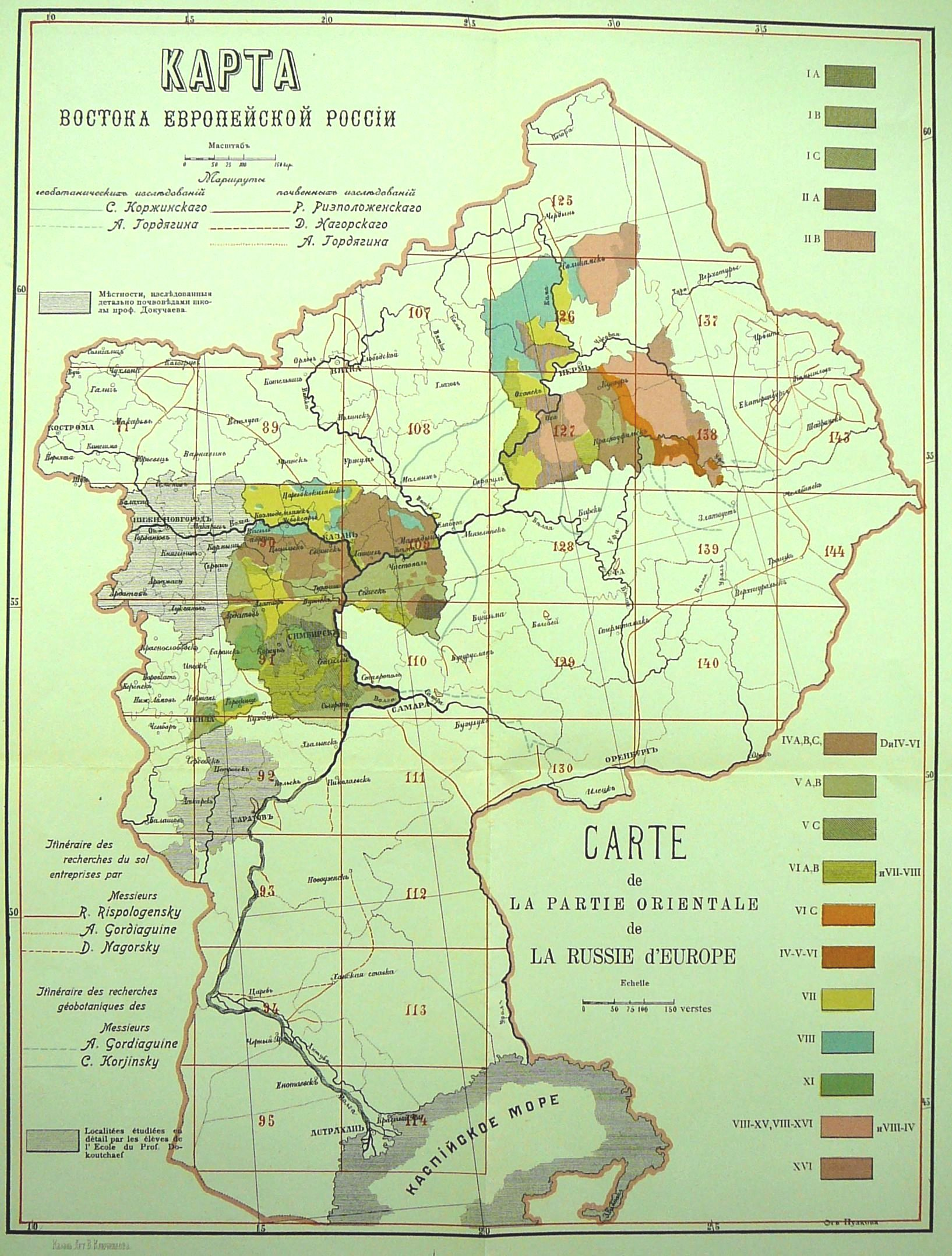
Карта Востока Европейской России, представленная Р. В. Ризположенским на Всемирную выставку 1900 г. в Париже

Оценивая вклад Р. В. Ризположенского в развитие теории почвоведения, современный учёный Л. О. Карпачевский писал в своей книге «Зеркало ландшафта» (Москва, 1983 г.), что тот усилил определение почвы, данное П. А. Костычевым, "назвав почвой «границу между живой организованной и неживой материей», а также «выделил твёрдые, жидкие и газообразные почвы», что «соответствовало биокосным телам и экосистемам».
Р. В. Ризположенский умел добиваться задуманного, даже несмотря на значительные (в первую очередь, финансовые) трудности. Так, предполагая осуществить летом 1893 г., по поручению ОЕ при ИКУ, изучение почв Волжско-Камского края, но, имея для этого «слишком незначительные материальные средства», он обратился с ходатайством о выделении субсидий напрямую к министру государственных имуществ А. С. Ермолову. Результатом этого явились высланные Р. В. Ризположенскому на расходы пятьсот рублей, с условием предоставления отчёта и коллекции почв в департамент земледелия и сельской промышленности. И хотя деньги до него вовремя не дошли, Р. В. Ризположенский свои обязательства сдержал, значительно пополнив коллекцию почв местного края. В том же 1893 г. Р. В. Ризположенский посетил известную гору Большое Богдо Астраханской губернии, где собрал около двадцати видов растений (впоследствии его гербарные сборы, в числе прочих, использовал А. Я. Гордягин для написания своей работы «Поездка в Астраханскую пустыню»).
С 1890 г., попутно с почвенными исследованиями в Казанской губернии, Р. В. Ризположенский начал осуществлять таковые и в соседней Симбирской губернии, продолжая их на протяжении целого десятилетия. Итогом этих трудов стал очерк «Описание Симбирской губернии в почвенном отношении», увидевший свет в Казани в 1901 г. и посвящённый памяти С. И. Коржинского. Кроме этого, в разное время, начиная с 1894 г., он занимался изучением почв Пермской губернии, обобщив их результаты в изданном в 1909 г. в Казани труде «Описание Пермской губернии в почвенном отношении». При этом, как отмечал сам Р. В. Ризположенский, с 1898 г. он состоял сотрудником в оценочно-статистическом бюро Пермского губернского земства. В 1901—1903 гг. Р. В. Ризположенский провёл также масштабные почвенные исследования в Вятской губернии, результаты которых были опубликованы в целом ряде выпусков «Сборника материалов по оценке земель Вятской губернии» (г. Вятка, 1903—1904 гг.).
Одновременно Р. В. Ризположенский занимался и выполнение частных заказов. Так, например, в сентябре 1891 г. и июне 1892 г. он занимался поисками залежей гудрона в юго-восточной части Самарской луки, на территории, занятой Рожественским имением наследников М. Г. Ушковой. И хотя гудрона Р. В. Ризположенский там так и не нашёл, но зато собрал коллекцию образцов горных пород, которую передал в геологический кабинет ИКУ.

### Изобретение нового способа собирания почвенных образцов, участие в выставках
В 1889 г. им был предложен «особый способ собирания почвенных образцов», дающий возможность «наблюдать почву в лаборатории и музее со всеми особенностями её строения, в том виде, в каком она существует в природе». Для этого Р. В. Ризположенский сам сконструировал специальный «особо устроенный» прибор, описав его и технологию выемки почв в одной из своих публикаций. Уже к 1900 г. этот способ, по словам самого Р. В. Ризположенского, сделался «более или менее распространённым в России».
«В последнее время, — писал он в „Объяснительной записке к экспонатам, представленным Р.Ризположенским на всемирную выставку 1900 года в Париже“, — проф[ессор] Вильямс случайно сообщил мне, что им сделаны некоторые изменения в конструкции описанного прибора […]. Я ещё не имел случая испытать практичности этого приспособления, но думаю, что оно должно облегчить работу моим аппаратом, введёнными в употребление ещё в 1889 году».

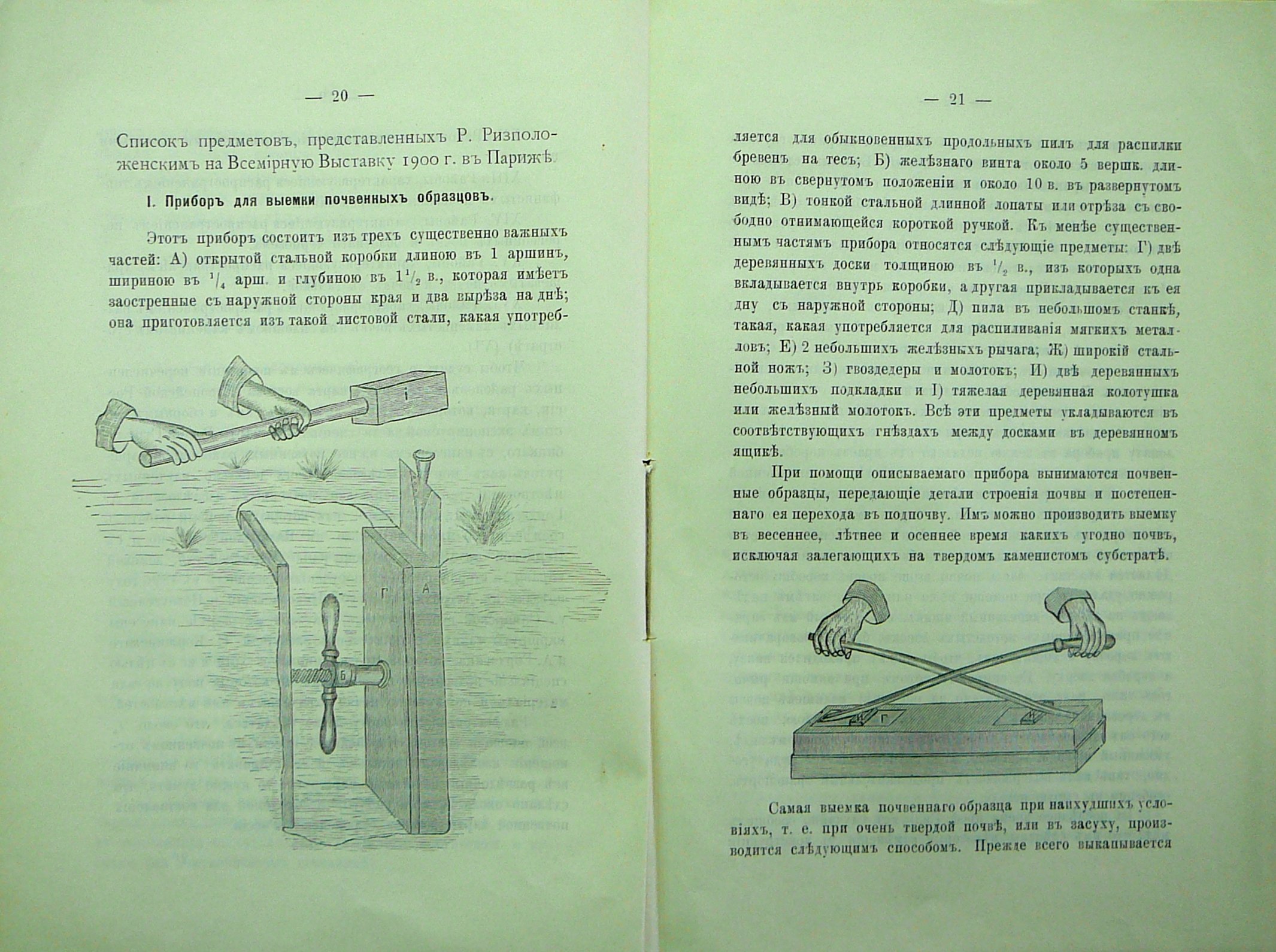
Описание прибора для выемки почвенных образцов, сконструированного Р. В. Ризположенским (страницы из книги «Объяснительная записка к экспонатам, представленным Р. Ризположенским на всемирную выставку 1900 года в Париже»)

Отмечая, что на его долю выпала «большая часть работы по изучению края» в почвенном отношении и «заботы об изыскании необходимых для того средств и о дальнейшем развитии изучения почв местного края местными же научными силами», Р. В. Ризположенский указывал, что последние «заставляли» его принимать участие «в трёх местных выставках: в Казани, Москве и Нижнем Новгороде».
Он писал, что:
Высшие награды, присуждаемые на всех их за представлявшиеся мною экспонаты, немало способствовали укреплению прочной известности за казанскими почвенными исследованиями, что и выразилось в посильной материальной помощи, оказываемой им со стороны различных учреждений, которыми всеми в совокупности израсходовано на этот предмет около 12000 руб[лей], являющимися, вместе с тем, и единственными средствами, истраченными на всё дело почвенных исследований за период времени с 1888 [по] 1900 год.
При этом научная деятельность Р. В. Ризположенского получила признание не только на Родине, но и за рубежом. Известно, в частности, что он представлял экспонаты на Всемирную выставку 1900 г. в Париже, а также выставлял работы по изучению почв на Казанской международной выставке 1909 г. (в павильоне Пермского земства).

### Оценки коллег и современных учёных
При этом он не избежал пренебрежительной оценки его личного вклада в развитие почвоведения со стороны некоторых своих коллег и околонаучных «деятелей». Современные исследователи научной деятельности Р. В. Ризположенского подчёркивают, что недооценка таковой была связана с целым рядом факторов. Так, в статье А. А. Шинкарёва, А. А. Шинкарёва (мл.) и А. П. Ситникова «У истоков Казанского городского музея (о Рафаиле Васильевиче Ризположенском)» отмечается, в частности, что существует «довольно расхожая точка зрения, что „мощная“ фигура основателя почвоведения В. В. Докучаева как бы затмила его, причём, произошло это в некоторой степени случайно».
Между тем, авторы, в первую очередь, указывают на «ревнивое» отношение «представителей петербургской („столичной“) школы почвоведения к основателю казанского („провинциального“) направления», причин для которого было «более чем достаточно».
А. А. Шинкарёв, считающий Р. В. Ризположенского «одним из крупнейших почвоведов-теоретиков, наиболее ярким представителем геобиологического направления в почвоведении, одним из предшественников современного биосферного естествознания», помимо прочего, отмечает, что Р. В. Ризположенский: «Подверг критике определение почвы, данное В. В. Докучаевым, считая, что в этом определении нет „самого главного, самого существенного почвенного признака — созидающей роли организмов“, и в нём смешиваются непосредственные участники почвообразовательного процесса с его внешними условиями».
А И. В. Иванов подчёркивает, что: «В своей деятельности Р. В. Ризположенский был обособлен от докучаевской школы. В. В. Докучаев с ним не полемизировал, называл его профессором Казанского университета, отмечал его заслуги в изучении почв Европейской России». Зато резко полемизировали с Р. В. Ризположенским наиболее близкие соратники В. В. Докучаева (в частности, Н. М. Сибирцев, в споре с которым он занимал принципиальную, бескомпромиссную позицию). Одной из существенных причин научной недооценки Р. В. Ризположенского современниками являлись также его правомонархические взгляды.
Наиболее глубокое осмысление научное наследие Р. В. Ризположенского получило в работах профессора Государственного университета штата Нью-Йорк в Олбани (США) А. Г. Лапениса. По мнению последнего, его вклад в науку состоит как в уникальном характере собранных Р. В. Ризположенским коллекций почв, так и в оригинальных теоретических построениях, предвосхитивших по ряду направлений появление Гипотезы Геи.
По свидетельству А. Г. Лапениса, сохранившиеся «монолиты Р. В. Ризположенского» представляют собой эталон чистоты почв, собранных, по сути дела, до активной индустриализации России. В этой связи они используются в настоящее время для решения конкретных задач современной науки: таких, как отклик почв на глобальное
потепление и загрязнение окружающей среды, для исследования адаптации фенотипа растений к изменениям климата, и других.
Характеризуя Р. В. Ризположенского в качестве «новатора в области географии почв», А. Г. Лапенис называет его (наравне с П. А. Кропоткиным, В. И. Вернадским и В. А. Костицыным) в числе русских учёных, выдвинувших в конце XIX — начале XX вв. «несколько взаимосвязанных концепций о характере и направленности коэволюции организмов и окружающей среды».
Он отмечает, что, согласно Р. В. Ризположенскому, «основной причиной взаимопомощи среди организмов является выгода от совместного участия в процессе питания, когда одни организмы усваивают доступную только им пищу, одновременно трансформируя её в пищу, доступную другим организмам (например, отношения между автотрофами и гетеротрофами и т. д.)». Поскольку Р. В. Ризположенский рассматривал почву как место контакта живых организмов с гидросферой, атмосферой и литосферой, А. Г. Лапенис находит в его теории «определение концепции направленной эволюции всей биосферы Земли, то есть концепции, подобной гипотезе сильной Геи».
Многие научные исследования Р. В. Ризположенского, не утратившие своей актуальности и по сей день, нуждаются в дальнейшем внимательном изучении.
В 1897 г. в Казани увидел свет сборник под названием «Восток Европейской России», в который вошли сразу шесть его статей. Весьма характерно при этом, что даже в свои работы, написанные в научном жанре почвоведческих «описаний», Р. В. Ризположенский старался добавлять «литературно-географические» эпизоды, проникнутые патриотическими настроениями.
В 1911 г. Р. В. Ризположенский (вместе с А. Я. Гордягиным, Б. А. Келлером и А. Н. Остряковым) был принят в состав Почвенной комиссии Императорского Вольного экономического общества.

## «Великая Русская Земля и Воля»
Помимо собственно почвоведческих дисциплин, Р. В. Ризположенский прекрасно разбирался в вопросах земледелия и проблемах землепользования. При этом он неоднократно указывал на то, что развитие земледелия в России должно стать заботой не только государства, но и всего общества.
При этом главной причиной отставания отечественной сельскохозяйственной науки (в плане её несостоятельности «дать много верных указаний в практических задачах») он считал то, что «ещё недавно она развивалась по западно-европейским образцам, мало пригодным для русских условий».
Постоянно путешествуя по стране, Р. В. Ризположенский, по его же собственному признанию, сделанному в 1905 г., в течение последних восемнадцати лет исколесил её на протяжении «не менее 50000 вёрст». Причём, помимо научных заключений, из своих поездок по Европейской части России он сделал целый ряд весьма важных мировоззренческих выводов, определивших его общественно-политические взгляды. Наблюдения, которые делались им на протяжении десятилетий, способствовали формированию у Р. В. Ризположенского твёрдых консервативных убеждений.
В период первой революционной «смуты», особенно бурно проявившейся в Казани в октябре 1905 г., Р. В. Ризположенский активно включился в местное правомонархическое (черносотенное) движение.
На это время пришлось выполнение им крупного заказа, который Р. В. Ризположенский получил от Санкт-Петербургского губернского земства. Все три революционные года — с 1905 по 1907 — он занимался выяснением почвенных особенностей Санкт-Петербургской губернии.Результатом данного исследования стал труд «Описание С.-Петербургской губернии в почвенном отношении» (представленный Санкт-Петербургскому губернскому земству), который был опубликован в Казани в 1908 г.

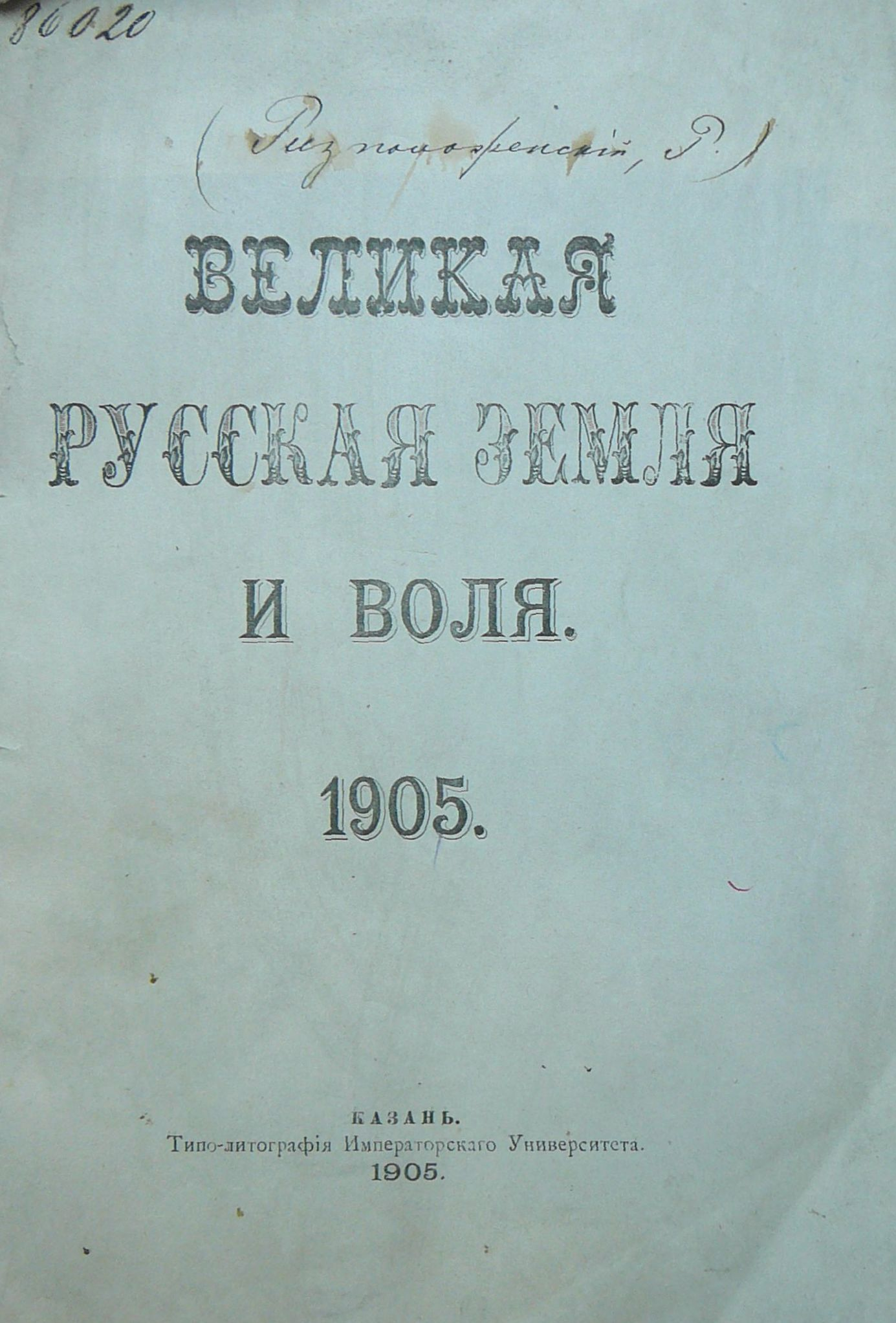
Обложка книги Р. В. Ризположенского «Великая Русская Земля и Воля» (Казань, 1905 г.)

В 1905 г. он собрал под одной обложкой с общим названием «Великая Русская Земля и Воля» и — на следующий год — опубликовал в Казани четыре небольшие работы («Объяснительная записка к экспонатам, представленным Р. Ризположенским на Всемирную Выставку 1900 г. в Париже», «Об организации группы почвоведения при Казанском городском музее», «Геологический очерк Рожественского имения наследников М. Г. Ушковой, находящегося в Сызранском уезде Симбирской губернии» и «О почвенных исследованиях, произведённых в С.-Петербургском, Петергофском, Царско-Сельском и Лужском уездах С.-Петербургской губернии, в 1905 году») с предисловием и списком «первой серии» собственных напечатанных исследований. При этом в самом предисловии, носившем самостоятельный от остальных частей книги характер, Р. В. Ризположенский изложил в обобщённом виде свои соображения по поводу «правильного проведения в жизнь реформы крестьянского быта», проиллюстрировав их наблюдениями из исследовательской практики.
Наиболее важное, наблюдение Р. В. Ризположенского касалось стабилизирующей и объединяющей геополитической роли русского народа. Одновременно он рассеял расхожее заблуждение о том, что крестьянам в России принадлежат значительно худшие земли, чем помещикам и государству. Р. В. Ризположенский отмечал неравномерность развития и степени подвижности «под влиянием различных новых условий» русского крестьянского населения в разных частях страны. Одновременно он усматривал одно из важных различий между крестьянами прошлого и настоящего в том, что «старшие их поколения во всех отношениях превосходят младшие: по физическому типу, умственному развитию, религиозному просвещению, нравственным понятиям, физической и нравственной выносливости, а также по трудоспособности вообще».
Констатируя, с приведением целого ряда примеров, «повсеместное ухудшение народной нравственности», Р. В. Ризположенский, тем не менее, делал весьма оптимистический вывод о том, что, несмотря на разрушение традиционных устоев русского общества и активное внедрение в народное сознание социалистической пропаганды, «принципы и православия, и самодержавия, и национальное сознание великорусской народности», остаются «ещё настолько сильны, что они-то именно и составляют то народное исключительное достояние, которое ни в каком случае Русский народ не уступит без самой упорной и отчаянной борьбы, прекратить которую возможно будет разве только при посредстве иностранного вооружённого насилия, которое может даже увенчаться успехом при безрассудстве нашей интеллигенции, как бы стремящейся в объятия врагов, со всей стороны окруживших родную страну».
При этом он открыто обвинял «интеллигентные слои» («которые в большинстве случаев неудержимо стремятся усвоить все дурные стороны жизни прежнего барства, отчуждаясь при том от крестьянства ещё в большей степени, так как уже на 30 % состоят из элементов чуждых по крови русскому племени») в непонимании «психики Русского народа, глубоко заложенных в ней основных государственных идей, которыми он жил в течение веков, которые создали и до сих пор удерживают в целости разноплеменное и обширнейшее государство».
Утверждая, что, несмотря на исторически сложившееся распределение земель, «остаётся ещё довольно большой простор в деле увеличения крестьянского землевладения на счёт всех категорий других владений и особенно на счёт частного», Р. В. Ризположенский полагал, в частности, что «возможно организовать полюбовный обмен частновладельческих пахотных земель, нужных крестьянам, на таковые же земли с лесами, рудами, рыбными ловлями, избытком водной движущей силы и т. п. удобствами на окраинах государства». Соответственно, Р. В. Ризположенский считал, что крестьяне должны быть поселены «на лучших землях», а крупные землевладельцы, «на землях второстепенных по качеству».
В известной мере предвосхищая столыпинскую аграрную реформу, Р. В. Ризположенский подчёркивал, что «решение земельного вопроса во всей его сложности составляет основную задачу настоящего государственного момента».
По мнению историка И. Е. Алексеева, предисловие к книге «Великая Русская Земля и Воля» стало одним из политических манифестов казанского правомонархического движения. Заканчивалось оно следующими программными призывами:
Не следует враждовать и делиться на партии образованным русским людям, а необходимо как можно скорее сплотиться с нашим простым народом, всегда чутким к правде и стойким в самозащите! Не нужно самообмана и новых кумиров! Долой ту конституцию, которая вместо Бога поклоняется доллару! Которая, сплотившись в парламенте, ограбила слабых! Которая, разодравшись в рейхсрате, в рейхстаге, угнела невиновных! Которая проворовалась в панаме, изолгалась в  дрейфусиаде, выгнала распятие и гниёт на месте [на] своей родине, а нам и вовсе никогда и никуда не пригодна! Спешите же к самобытной Государственной Думе и Всероссийскому Собору! Скорее к религии! К чистоте семьи! К простоте общины и союза! К национальному единству! К выработке новых социальных форм под охраной старой законной и испытанной власти! Скорее к мирному труду и дружбе с народами!

## Проект железнодорожного строительства
В тесной связи с предложениями о земледельческой колонизации Сибири, Урала, восточных и южных российских окраин находились представления Р. В. Ризположенского о наиболее рациональных путях её технического осуществления. Особое внимание при этом он обращал на необходимость создания в России современных транспортных коммуникаций.
В 1910 г. Р. В. Ризположенский опубликовал брошюру под названием «О железных дорогах, необходимых для г. Казани в связи с предполагаемым развитием сети их на востоке Европейской России»
Видя причину того, что «Казань до сих пор не имеет прямой железнодорожной связи ни с Сибирью, ни с Средней Азией» в обилии воднотранспортных путей, «до поры до времени удовлетворявших насущным потребностям местного края», Р. В. Ризположенский одновременно указывал на то, что «время не ждёт»: промышленность развивается быстрыми шагами и «ставит торгово-промышленные центры в условия необходимости взаимной связи непрерывно в течение целого года», а в деревне чувствуется «земельная теснота для старого типа полевой культуры». При этом он указывал также на настораживающие геополитические особенности развития Востока, который «просыпается и загадочно гримасничает восток по всей нашей необъятной с ним границе».
По мнению Р. В. Ризположенского, развивая «оплот коренной России» по реке Урал, сосредотачивая внимание «на исторических воротах эпохи великого переселения народов», создавая в расположенных здесь «Восточном городе» (Оренбурге) и Уральске «ближайшую от центра страны военную, колонизационную и торгово-промышленную базу», нельзя было не озаботиться также «о прочной и прямой железнодорожной связи этих городов не только со столицею, но и с главнейшими центрами востока Европейской России».
В связи с этим Р. В. Ризположенский предлагал проложить «спрямлённый» железнодорожный путь юго-восточного направления из Санкт-Петербурга (Петрограда) в Оренбург («Восточный город») через Казань (линия « Мантурово — Восточный город»). Свой проект он противопоставил проектировавшемуся тогда «Обществом Московско-Казанской железной дороги» пути «Казань — Нижняя Шуня — Сарапул — Екатеринград». По убеждению Р. В. Ризположенского, строительство новой линии приблизило бы возможность «из Оренбургско-Уфимского края создать надёжнейшую базу не только всестороннего русского влияния и полного торгово-промышленного господства в Средней Азии, но и для проникновения в Индию».
Одновременно он подчёркивал, что «государственными мероприятиями первостепенной важности» являются «интенсивная колонизация всех Сибирских рек, устройство угольных станций и стоянок в их низовьях, а, главное, связь с ними и при посредстве железных дорог». Соответственно, Р. В. Ризположенский предлагал в качестве основного звена северо-восточного пути проложить железнодорожную линию «Казань — Чепца», которая бы помогла «из Пелымско-Берёзовского края и Тобольска создать ближайшую опору для оборудования великого водного пути по бассейнам  Сев[ерной] Двины, Печёры, Оби, Енисея и Лены до Охотского моря, для создания мирового пути по берегам Ледовитого океана и вообще для всевозможного использования и тех скудных благ, которыми одарена суровая природа нашего севера, который однако может не только защитить и спасти, но и даровать победу при левофланговом нашем движении против вырастающей жёлтой опасности».
9 (22) марта 1910 г. Р. В. Ризположенский выступил с обоснованием своего проекта строительства линии «Мантурово — Оренбург» на заседании Казанской городской думы, где обсуждался «железнодорожный вопрос». Вместе с ним выступал известный казанский общественный деятель, октябрист В. В. Марковников, отстаивавший проект так называемой «Заволжской линии». Однако большинство думских гласных остались при своём прежнем мнении, отдав предпочтение проекту «Общества Московско-Казанской железной дороги».

## Политическая и общественная деятельность
Идеи Р. В. Ризположенского получили широкую известность в казанских правомонархических (черносотенных) кругах, представители которых уделяли большое внимание просветительной и благотворительной деятельности.

### Начало общественно-политической деятельности
Известно, что он входил в возглавлявшийся А. Т. Соловьёвым Комитет «Казанского Общества Трезвости», а с 1896 г. сотрудничал в издававшемся им журнале «Деятель». Кроме этого, в начале 1900-х гг. Р. В. Ризположенский состоял действительным членом «Общества Защиты Несчастных Женщин в городе Казани» (ставившего своей целью профилактику и борьбу с проституцией), первым председателем Правления которого также являлся А. Т. Соловьёв. Возможно, именно тесное знакомство с последним и предопределило его дальнейшую «партийную» принадлежность.
6 (19) декабря 1905 г. на первом общем собрании Казанского отдела «Русского Собрания» (КОРС) Р. В. Ризположенский, в числе прочих, был избран в состав его Совета, который в качестве председателя возглавил А. Т. Соловьёв. А уже на «очередном заседании» КОРС 4 (17) января 1906 г. был заслушан и принят к сведению «доклад статьи» Р. В. Ризположенского «Великая Русская Земля и Воля».
Благодаря своей целеустремлённости и принципиальности в отстаивании самодержавно-монархических идеалов, он зарекомендовал себя в качестве одного из основных идейных лидеров организации. На заседании отдела 6 (19) февраля 1906 г., вместе с А. Т. Соловьёвым и о. Н. М. Троицким, Р. В. Ризположенский был избран от отдела в объединённый («соединённый») совет Казанского «Царско-Народного Русского Общества», Казанского отдела «Русского Собрания» и «Общества церковных старост и приходских попечителей города Казани».

### Участие в дискуссии по «школьному» вопросу
В январе 1906 г. Р. В. Ризположенский оказался в центре внимания местной прессы, причиной чего стали его заявления по «школьному» («гимназическому») вопросу. Побудило его к этому обсуждение на родительских собраниях Казанской 3-й мужской гимназии (где учились оба сына Р. В. Ризположенского, а он сам состоял членом родительского комитета) мер по устранению беспорядков, укреплению дисциплины, а также рассмотрение ученических петиций, основным требованием которых было разрешение во внеучебное время в стенах учебных заведений собраний гимназистов.
Р. В. Ризположенский выступил с «особыми мнениями» в части принятых на родительских собраниях решений по удовлетворению требований гимназических петиций. По причине бурных дебатов обсуждение петиций, начавшееся в декабре 1905 г., продлилось до середины января 1906 г. Причём, в газете «Казанский Телеграф» публиковались обширные заметки под названием «Из родительских собраний при казанской 3 гимназии», в результате чего «локальное» противостояние Р. В. Ризположенского с либеральным родительским большинством стало достоянием широкой гласности и предметом политической полемики. В обобщённом виде требования Р. В. Ризположенского сводились к недопущению политизации средней школы и вмешательства в учебно-воспитательный процесс «прогрессивных» родительских комитетов, а также устройству государственной школы на принципах пропорционального социально-имущественного и национального представительства.
По ряду вопросов Р. В. Ризположенскому удалось добиться поддержки со стороны отдельных членов родительского комитета, а также присутствовавших на некоторых из его заседаний учителей. Созвучными его «особому мнению» оказались и некоторые заявления учителя В. А. Белилина. В качестве одних из основных оппонентов Р. В. Ризположенского и В. А. Белилина выступали профессор ИКУ, левый кадет А. А. Пионтковский с супругой.
Несколько замечаний Р. В. Ризположенского были учтены при подготовке доклада родительского комитета, но, тем не менее, по большинству принципиальных вопросов «прогрессивное» большинство взяло верх. 15 (28) января 1906 г. на общем собрании родителей данный доклад, после острой дискуссии, был принят «громадным большинством против семи голосов». «Таким же большинством голосов» было принято и решение об отправке телеграммы министру народного просвещения графу И. И. Толстому с просьбой о разрешении ученических собраний для «академического обсуждения» различных вопросов. Р. В. Ризположенский при этом заявил, что остаётся «при отдельных мнениях» по всем пунктам доклада и предложил одновременно направить в Санкт-Петербург телеграмму с изложением альтернативной позиции меньшинства, на что ему было заявлено: «Телеграмму вы можете послать сами».
В ответ 16 (29) января 1906 г. Р. В. Ризположенский отправил министру телеграмму следующего содержания: «В виду постановления возбудить ходатайство о дозволении ученических собраний, оставаясь при отдельном мнении, поддержанном шестью голосами, почтительнейше прошу ни под каким видом и предлогом не разрешать замаскированных сходок».

### Свидание с Императором Николаем II
Большое значение молодые казанские правомонархические (черносотенные) организации уделяли подготовке визита в Санкт-Петербург — на встречу с Императором Николаем II, где должно было состояться их представление государю. 22 февраля (7 марта) 1906 г. Р. В. Ризположенский был избран членом депутации от КОРС, которая затем влилась в состав «соединённой депутации» казанских черносотенных организаций (помимо него, в таковую вошли от КОРС Ф. С. Гребеньщиков и Н. Ф. Маликов). При этом 'Р. В. Ризположенский получил задание составить верноподданнический адрес императору. После небольших правок подготовленный им текст был утверждён Советом КОРС, и депутация отдела, вместе с другими, отбыла в столицу.
Свидание с Николаем II произошло 11 (24) марта 1906 г. в Царском Селе. Когда император подошёл к депутации, Р. В. Ризположенский зачитал верноподданнический адрес, который заканчивался словами: «Верь, Государь, что минует смута! Что ниспосланное Господом наказание вразумит заблудших! Что проснётся народная совесть! Что в раскаянии за завистническую и братоубийственную распрю осенит себя Крестным Знамением весь Русский Народ! и тогда… Он, прощённый и ведомый Небесным Вождём, в новом ореоле величия и славы, всему миру докажет силу присущих ему дарований в разумном пользовании благами земли и водворении на ней порядка и мира».
После этого, приняв от Р. В. Ризположенского прочитанный адрес, император поблагодарил членов КОРС за выраженные в нём чувства и перешёл к следующей депутации.
Выступая 22 марта (4 апреля) 1906 г. перед членами КОРС с отчётом о поездке, Р. В. Ризположенский признал, что встреча с Николаем II произвела на него очень сильное впечатление. «11 марта 1906 года, — сказал он, в частности, — я считаю одним из счастливых дней моей жизни, а потому прошу глубокого извинения у членов Казанского Отдела „Русского Собрания“ за те колебания и нерешительность, с которыми я вступил в состав депутации».

### За единение с «Союзом Русского Народа»
27 сентября (10 октября) 1906 г. Р. В. Ризположенский был единогласно избран товарищем (заместителем) председателя Совета КОРС, вместо отказавшегося от этой должности в силу профессиональных причин С. Д. Бабушкина. В тот же день он подписал за отсутствовавшего А. Т. Соловьёва телеграмму на имя председателя Совета министров П. А. Столыпина с возражениями против расширения в Российской Империи прав евреев.
В новом качестве Р. В. Ризположенский продолжил также борьбу за устранение вмешательства «прогрессивных» родительских комитетов в жизнь средних учебных заведений. В частности, 1 (14) ноября 1906 г., на очередном заседании Совета КОРС был озвучен его доклад «о постановке школьного дела в Казани и о родительских кружках», после чего состоялось постановление напечатать таковой в количестве тысяча двести экземпляров и «разослать во все учебные заведения».
При этом по целому ряду вопросов Р. В. Ризположенский имел свою собственную, отличную от мнения большинства позицию. Так, например, на нескольких заседаниях КОРС — 7 (20) (по другим сведениям — 8 /11/) и 15 (28) ноября 1906 г. — им был прочитан обширный доклад, в котором Р. В. Ризположенский, в частности, заявил, что:
В виду прекращения навсегда застарелой неприязни между поляками и русскими необходимо способствовать тесному слиянию этих основных славянских племенных групп не путём наполнения России чиновниками и железнодорожными служащими из поляков, а развитием обменной земледельческой колонизации между коренной Россией и коренной Польшей, о чём необходимо также озаботиться и по отношению к малороссам, белоруссам и великоросам с тесно сливающимися с ними финскими и тюркскими племенами.
Весьма оригинальной для правого монархиста являлась и позиция Р. В. Ризположенского по татаро-мусульманскому вопросу. Так, он считал, что:
По отношению к татарской группе народностей, исповедующей ислам, в уважение к этой почтенной религии и глубоко заложенным основам государственности в его исповедниках, желательно отказаться от развития христианской миссионерской деятельности среди этих народностей под тем непременным условиям, чтобы миссионерская деятельность магометан среди христианских народностей не была дозволена. В частности, по отношению к  казанским татарам, в виду их выдающихся способностей к торговле, необходимо озаботиться о дальнейшем развитии их торговой деятельности на  Ближнем Востоке и об установлении торговой связи с  Индией, для чего ближайшей заботой должно быть устройство железнодорожной связи с сетью дорог в  Индии.
В «еврейском вопросе» Р. В. Ризположенский строго придерживался традиционных для черносотенцев убеждений, не забывая, однако, при этом отмечать и положительные качества представителей «жестоковыйного» племени.
В «вопросе о приходе» Р. В. Ризположенский настаивал на том, что «необходимо, по крайности на будущее время, озаботиться о том, чтобы выборы в Государственную Думу были приурочены к православным приходам и инославным церковным общинам, как наиболее прочным религиозно-нравственно-правовым и пока единственным всесословным мелким единицам, которыми легче всего воспользоваться в интересах Русского народа при выборах в Государственную Думу и при организации всесословной волости, как мелкой земской единицы, в коей должны быть сосредоточены все местные дела: полицейские, административные, судебные и хозяйственные».
Прочитанный Р. В. Ризположенским доклад «вызвал продолжительный обмен мнений, из которых выяснилось, что большинство собрания не согласно с ним по вопросу о приходе, о более тесном слиянии поляков с русскими путём обменной земледельческой колонизации, о направлении внутренней политики по отношению к татарам в указанном в V отделе смысле и особенно по еврейскому вопросу, по которому большинство мнений склонялось к принятию программы „Союза Русского Народа“ целиком, без всяких её изменений». Тем не менее, он был издан отдельной брошюрой под названием: «По вопросу о выборах в Государственную Думу. I. За единение с Союзом Русского Народа» (Казань, 1906 г.).

### На переднем крае политической борьбы
Р. В. Ризположенский принимал самое активное участие и в избирательных кампаниях.
В период выборов в Государственную Думу первого созыва он был включён в список выборщиков от Соединённого Совета Казанского «Царско-Народного Русского Общества» (КЦНРО), КОРС и «Общества церковных старост и приходских попечителей города Казани». Во время проведения в Казани избирательной кампании во «второе издание» российского парламента он вошёл в «Список выборщиков в Государственную Думу от Русских Людей» (по «4-й части»). В протоколах заседаний Совета КОРС зафиксирована информация о его неоднократных выступлениях и докладах на тему выборов, тексты которых затем издавались достаточно большими тиражами и распространялись среди выборщиков и населения Казани.
Р. В. Ризположенский неизменно являлся активным противником компромиссных блоковых соглашений с умеренными монархистами, называя октябристов представителями «революционной партии». Вместе с тем, он умудрялся заниматься политическим «прозелитизмом», убеждая многих представителей их правого крыла (которых считал октябристами по недоразумению) перейти в черносотенный лагерь.
При этом Р. В. Ризположенский считал себя вправе руководствоваться исключительно идейно-политическими соображениями, а не интересами отдельных партийно-лидерских групп, которые к тому времени обозначились в местном черносотенном движении. Поэтому в дальнейшем он не раз попадал в конфликтные ситуации, возникавшие в связи с усиливавшимся противостоянием внутри казанского правомонархического лагеря.
Так, в период избирательной кампании в Государственную Думу третьего созыва Р. В. Ризположенский без согласования с Советом КОРС и не будучи намеченным им в выборщики был включён по «2-му разряду» города Казани в списки выборщиков Казанского Губернского отдела «Союза Русского Народа» и КЦНРО, возглавлявшихся профессором В. Ф. Залеским. Одновременно кандидатура Р. В. Ризположенского «всплыла» в списке «группы правых октябристов», которые, по сообщению газеты «Казанский Телеграф», выставили её вместо выдвинутого Центральным Комитетом «Казанского Союза 17 Октября» левого октябриста профессора М. Я. Капустина.
14 (27) ноября 1907 г. на совместном заседании Советов КОРС и ещё двух казанских черносотенных организаций Р. В. Ризположенский выступил с получившей одобрение большинства инициативой о посылке Императору Николаю II телеграммы, в которой содержалась просьба о роспуске недавно открывшей свою работу Государственной Думы третьего созыва в случае, если её деятельность примет нежелательное направление. Через неделю — 21 ноября (4 декабря) — на заседании Совета КОРС состоялось постановление об отправке ещё одной, составленной 'Р. В. Ризположенским, «телеграммы на имя Государя Императора относительно речи председателя Совета Министров П. А. Столыпина». А спустя ещё неделю — 28 ноября (11 декабря) — на заседании Совета им был сделан очередной доклад о деятельности Государственной Думы и инициирована новая телеграмма в адрес Николая II «об укреплении Самодержавия».
Между тем, Р. В. Ризположенский пошёл на сближение с враждебно настроенным к А. Т. Соловьёву профессором В. Ф. Залеским, в связи с чем его отношения с руководством КОРС стали серьёзно портиться.
23 января (5 февраля) 1908 г. было заслушано заявление Р. В. Ризположенского «о выражении протеста Государственной Думе за удаление В. М. Пуришкевича из заседания Думы». 27 февраля (12 марта) 1908 г. Р. В. Ризположенский принял живое участие в обсуждении доклада А. Т. Соловьёва «по вопросу о пьянстве», высказав мнение, что «единственная положительная мера в борьбе с пьянством — запрещение выкурки вина для потребления». В одном из последующих весенних заседаний Совета КОРС он опять поднял вопрос о необходимости роспуска Государственной Думы, после чего было постановлено послать доклад Р. В. Ризположенского "на заключение «Русского Собрания» и «Союза Русского Народа». «Добивать» Думу «за её бесполезность» он продолжал и на заседании Совета КОРС 28 мая (10 июня) 1908 г., итогом чего стало решение «составить ходатайство на Имя Государя Императора того содержания, которое предложено Р. В. Ризположенским».
Р. В. Ризположенский принял участие в проходившем в ноябре 1908 г. в Казани Первом Волжско-Камском Областном патриотическом съезде, на который оказались не допущены сторонники председателя Совета КОРС А. Т. Соловьёва и союзных ему черносотенных организаций. Являясь единственным представителем руководства местной «оппозиции», Р. В. Ризположенский до последнего дня хранил молчание, оставаясь на съезде сторонним наблюдателем. Однако на последнем заседании — 25 ноября (8 декабря) 1908 г. — он не выдержал и выступил с приветственной речью в адрес почётного председателя съезда князя А. Г. Щербатова и его участников, в которой, помимо прочего, помянул добрыми словами руководителей и идеологов КЦНРО В. Ф. Залеского, А. Е. Дубровского и покойного уже к тому времени С. А. Соколовского. В результате 4 (17) февраля 1909 г. на посту товарища (заместителя) председателя Совета КОРС Р. В. Ризположенского сменил профессор Н. Ф. Катанов, с которым Р. В. Ризположенский всегда состоял в очень хороших отношениях.

### В лагере «непримиримых»
Есть основания полагать, что в дальнейшем Р. В. Ризположенский перешёл в стан «царско-народников». Так, в своей речи, прочитанной 12 (25) февраля 1912 г. на заседании КЦНРО, он назвал последнее «нашей организацией». Твёрдая антисоглашательская позиция В. Ф. Залеского оказалась созвучной позиции Р. В. Ризположенского, хотя уживаться с вождём «царско-народников» ему, судя по всему, как и многим, было не просто. Например, страстно призывая голосовать за В. Ф. Залеского, Р. В. Ризположенский одновременно признавал, что тот имеет «суровый и крутой нрав», который «многим и многим неприятен, не исключая даже и меня».
При этом во время накала противостояния между лидерами местного черносотенного движения он предпочитал по мере возможности не участвовать в губительных распрях. Так, в той же речи 12 (25) февраля 1912 г. Р. В. Ризположенский констатировал, что столичная вражда между А. И. Дубровиным и В. М. Пуришкевичем, разбившая провинциальные отделы на «враждующие лагери», всё ещё продолжается, «заметно угасая, но приводя к гибели и самыя организации».
В период избирательной кампании в Государственную Думу четвёртого созыва Р. В. Ризположенский, в союзе с В. Ф. Залеским и другими «непримиримыми» черносотенцами, выступил с резкими обвинениями в адрес «националистов», сделавших ставку на объединение с представителями правого крыла местного октябристского движения и «умеренными» черносотенцами, и начисто отказался сотрудничать с ними. Вместе с Ю. Ю. Кудиновым, он был включён по 2-й курии города Казани в списки КЦНРО, большинство членов которого категорично осудило любые соглашения с «националистами».
Несмотря на то, что Р. В. Ризположенский не занимал «заглавных» должностей в казанских черносотенных организациях, он всегда находился на переднем крае политической борьбы, что делало его, наравне с А. Т. Соловьёвым, В. Ф. Залеским, Н. А. Ильяшенко и другими правыми монархистами, весьма известным и узнаваемым в местном обществе.
Он являлся автором многочисленных полемических статей и брошюр, в том числе: «За правду» (Казань, б.г.), «В защиту прав Русского народа» (Казань, 1906 г.), «По вопросу о выборах в Государственную Думу. I. За единение с Союзом Русского Народа» (Казань, 1906 г.), «По вопросу о выборах в Государственную Думу. II. Кого выбирать во вторую Государственную Думу от г. Казани» (Казань, 1906 г.), «Ещё за правду» (Казань, 1907 г.), «За русское правое дело. I. По поводу открытия клуба националистов в Казани» (Казань, 1912 г.), «За русское правое дело. II. По поводу выборов в четвёртую Государственную Думу» (Казань, 1912 г.). Одновременно с этим он активно публиковался в правомонархической прессе.

## Пионер музейного строительства в Казани

### Разработка «Проекта организации и устава Казанского научно-промышленного музея»
Одной из основных научных и общественных заслуг Р. В. Ризположенского является разработка «Проекта организации и устава Казанского научно-промышленного музея», положенного (с незначительными поправками и дополнениями) в основу действовавшего почти четверть века устава Казанского городского музея (КГМ).
Р. В. Ризположенский осуществил её под непосредственным влиянием Казанской научно-промышленной выставки 1890 г., после изучения специальной литературы и знакомства с музеями Санкт-Петербурга, Москвы, Саратова, Тифлиса, Нижнего Новгорода, Уфы. И, как отмечает современный исследователь Г. Р. Назипова, в отличие от своих предшественников — проектов В. М. Флоринского и А. П. Орлова, «этот документ оказался со счастливой судьбой, он был претворён в жизнь».
В проекте устава говорилось:
Музей имеет целью: 1) распространение в массе народа знаний: о природе, жителях, народном хозяйстве, истории и археологии Волжско-Камского края и 2) прямое непосредственное содействие и усовершенствование промышленности и торговли этого края».
При этом основной акцент Р. В. Ризположенский делал на социально-просветительной функции будущего (первого в своём роде в Казани) публичного музея, отмечая, что у нас «хорошо организованный музей» может явиться «едва ли не более выдающимся по своей полезности» средством образования простого народа во взрослом возрасте, чем школы, публичная литература и выставки.
«Проект организации и устава…» был написан в понятной, доступной форме.
«Публикация этого документа в одной из самых популярных казанских газет того времени „Волжский вестник“ (№ 111 и 113, 1891 год), — пишет Г. Р. Назипова, — имела большое значение для открытия в городе музея. С „Проектом“ Р. В. Ризположенского музей получил теоретическое обоснование и конкретную программу будущей деятельности». Официальное торжественное открытие КГМ состоялось при большом стечение народа 5 апреля 1895 г.
Р. В. Ризположенский питал мечту потрудиться в спроектированном им музее, которой суждено было осуществиться почти два десятилетия спустя. К примеру, в письме к казанскому городскому голове С. В. Дьяченко, датированном маем 1894 г., он, сообщая о составлении им коллекции местных почв, руд и насекомых, выражал надежду на работу в естественно-историческом отделе музея. В 1897 г., когда происходило формирование последнего, Р. В. Ризположенский представил КГМ свои и университетские коллекции. В это же время он составил на русском и французском языках, а затем издал за свой счёт «Краткий указатель группы почвоведения Казанского городского музея».

### Планы создания «специального почвенного музея»
Активно ратуя за развитие отечественного почвоведения, Р. В. Ризположенский особо указывал на необходимость создания всех необходимых условий для увеличения практической отдачи от него и вовлечения в исследовательскую деятельность как можно большего числа участников. При этом Р. В. Ризположенский указывал на то, что:
Почвоведение, как и всякая другая наука, не должно быть подчинено утилитарным целям известного момента времени, не может оно быть также и предметом монополии группы учёных, более других склонных отвечать на запросы чисто утилитарного практического характера.
Он отмечал:
Как наука молодая, или обновлённая новым, совершенно оригинальным взглядом русских учёных, почвоведение имеет очень много неудовлетворённых потребностей и нуждается в особенном покровительстве наших высших административных учреждений, которые более всего в состоянии поставить её на правильный путь развития, создавши научные учреждения, удовлетворяющие самым основным её потребностям».
Соответственно, самую первую и необходимую потребность Р. В. Ризположенский видел «в организации сохранения почвенных коллекций, служивших предметом той или иной научной обработки, в организации составления полной коллекции почв всего света и сосредоточения их в одном или нескольких учреждениях, связанных между собою единством плана и доступных для всех интересующихся почвоведением». Пока же этого не произойдёт, считал он, «едва ли возможно создание сколько-нибудь удовлетворительной, ни искусственной, ни естественно-исторической почвенной системы, столь необходимой для дальнейшего развития почвоведения». «Ещё более необходимой, — добавлял он, — и вытекающей прямо из предыдущей деятельности различных учреждений по изучению почв России следует признать организацию сохранения коллекций, собранных в пределах нашей Империи, — организацию одного общегосударственного почвенного музея, или нескольких учреждений подобного рода».
Подчёркивая, что «наиболее полные и наиболее ценные коллекции русских почв» сосредоточены в Санкт-Петербурге и Казани, Р. В. Ризположенский высказался «за своевременность и необходимость» устройства в последней «специального почвенного музея», в котором были бы представлены, по преимуществу, почвы восточной половины Европейской России. Свои соображения на сей счёт он изложил в изданной в 1897 г. брошюре «О необходимости почвенного музея в Казани и проект его организации». При этом Р. В. Ризположенский предложил первоначально сосредоточить все казанские почвенные коллекции в КГМ, образовав в нём «группу почвоведения», что и было выполнено. Дальнейшее же развитие проектируемого Казанского почвенного музея Р. В. Ризположенский связывал, главным образом, с участием в этом деле министерства земледелия и государственных имуществ, обеспечить которое оказалось, однако, делом весьма непростым.
Материал, собранный Р. В. Ризположенским был так обширен, что с 1903 г. ему пришлось содержать для его хранения особый склад в Казани. Добытые им образцы почв рассылались по всей России. В 1912 г. Р. В. Ризположенский писал, что им «снабжены были почвенными коллекциями следующие 30 учреждений и лиц: Казанская, Пермская, Симбирская, Вятская и Петроградская губ[ернские] земские управы, Агрономический Кабинет Казанского Университета, Агрономический Институт Московского Унив[ерситета], Экономический Кабинет Юрьевского Унив[ерситета], Кабинет общего Лесоводства Лесного Института, Кабинет общего земледелия Политехникума в Киеве, Ботанический Кабинет Томского Технологического Института, Императорский Сельскохозяйственный Музей, Константиновский Межевой Институт, Землемерные училища: в Костроме, Пскове, Курске, Полтаве, Новочеркасске, Тифлисе, Пензе, Уфе, Омске, Красноярске и Чите, Императорское Коммерческое Училище в Петрограде, Красноуфимское Промышленное Училище, Казанский Городской Музей, Пермский Музей и Лесничий Вагранского Лесничества, Верхотурского у[езда]».
Известно, в частности, что в Санкт-Петербургской государственной лесотехнической академии (бывшем Лесном институте) сохранилась купленная у Р. В. Ризположенского за пятьсот рублей коллекция почв, долгое время использовавшаяся по своему прямому назначению — в качестве наглядного пособия для студентов.
Повышенное внимание в плане обеспечения наглядными пособиями Р. В. Ризположенский уделял средней школе. В 1912 г. он «выпустил из склада» в виде учебных коллекций для землемерных училищ, а также представил на Санкт-Петербургскую Международную учебно-промышленную выставку «Устройство и оборудование школы» (состоявшую под августейшим покровительством Его Императорского высочества Великого Князя Александра Михайловича) более ста образцов почвы, взятых в пределах европейской части России. Помимо всего этого, Р. В. Ризположенский был известен как хороший картограф, составитель многочисленных почвенных карт, которыми он снабжал свои издания, а также разного рода государственные учреждения, школы и музеи.

### Хранитель Казанского городского музея
По достижении пятидесятилетнего возраста в жизни Р. В. Ризположенского открылась новая страница, связанная с КГМ.
24 апреля (7 мая) 1912 г. скончался хранитель КГМ эстонец Э. Д. Пельцам (бывший «консерватор зоологического кабинета» сначала ИКУ, а затем — Императорского Томского Университета). На соискание этой должности претендовали четырнадцать человек, в том числе и Р. В. Ризположенский. 12 (25) мая 1912 г. на заседании Совета КГМ между его членами состоялся «продолжительный обмен мнениями», в результате которого выяснилось, что он не имеет достойных конкурентов. «Избранным единогласно оказался Р. В. Ризположенский, — сообщалось в журнале заседания, — имеющий естественноисторическое образование и известный своими многочисленными почвенными исследованиями на востоке Европейской России».
По сути дела, Р. В. Ризположенский являлся управляющим музея, на котором лежала забота обо всём, что происходило в его стенах — от организации ремонта и отопления помещений, составления «смет доходов и расходов», наблюдения за соблюдением правил посещения музея и проверки инвентаря до ведения переписки, подбора и закупки экспонатов, ознакомления с опытом работы ведущих музеев страны, составления описей и представления отчётов членам Совета. Ему приходилось также следить за сохранностью экспонатов, проектировать разного рода «хитрые» рамки и даже самому задерживать подозреваемых в краже музейных предметов.
С самого начала вступления в должность Р. В. Ризположенский начал поднимать вопросы об увеличении площадей КГМ, более оптимального построения его экспозиций и увеличении жалованья персоналу музея. Одновременно ему пришлось серьёзно заняться проверкой имущества КГМ и приведением в порядок его канцелярской части, которая оказалась и приведением в порядок его канцелярской части, которая оказалась «в достаточной степени запущенной со второй половины 1909 года».
Особое внимание в качестве хранителя КГМ Р. В. Ризположенский уделял пропаганде и популяризации посредством музейных экспонатов монархических и патриотических идей. Так, например, когда на заседании Совета музея 16 (29) ноября 1912 г. обсуждалось отношение Казанской городской управы с предложением принять участие в общедоступной художественно-исторической выставки, которую — по предположению августейшего президента Императорской академии художеств Её Императорского высочества Великой княгини Марии Павловны — планировалось устроить ко дню празднования трёхсотлетия царствования Дома Романовых, Р. В. Ризположенский заявил, что, по его мнению, этот «вопрос не может быть решён иначе, как в утвердительном смысле». При этом он прямо указал на то, что сам КГМ, согласно его уставу, открылся «в память Казанской научно-промышленной выставки 1890 года, состоящей под покровительством [Его] Императорского Величества Государя Наследника Цесаревича», то есть царствующего Императора Николая II, «о принятии под покровительство которого и самого Музея уже возникал вопрос в его Совете 13 апреля 1896 года, когда было постановлено предложить Городской Думе, не признает ли она возможным возбудить всеподданнейшее ходатайство о принятии Казанского Городского Музея под Высочайшее покровительство Государя Императора».
31 мая (13 июня) 1913 г., в рамках своего посещения Казани, в КГМ нанесли визит Их Императорские высочества Великие княгини Мария Павловна и Мария Александровна, Великий князь Борис Владимирович и Его высочество герцог Павел Фридрих Мекленбург-Шверинский. При этом Р. В. Ризположенский оказался в числе тех немногих музейных работников, которым удалось лично пообщаться с высокими гостями.
Одновременно с обязанностями хранителя, Р. В. Ризположенский исполнял также обязанности секретаря Совета КГМ (непременным членом которого состоял вместе с Н. К. Горталовым, Н. Ф. Катановым, А. Н. Щербаковым и другими). Известно, что в первой половине 1915 г. он был командирован Советом КГМ в Петроград и Москву «для изучения различных сторон деятельности Музеев», откуда привёз массу любопытных наблюдений, изложив их в виде подробного отчёта с весьма ценными рекомендациями. В сентябре 1916 г., во время своего отпуска, он посетил Нижний Новгород, где также осмотрел местные музеи, оставив в журнале заседания Совета КГМ за 18 (31) октября 1916 г. их краткие сравнительные характеристики.
Вместе с Н. Ф. Катановым, Р. В. Ризположенский осуществлял постоянные личные контакты с организаторами Древлехранилища, действовавшего при созданном в 1906 г. «Церковном историко-археологическом обществе Казанской епархии». Он также оказывал большую методическую помощь историко-этнографическому музею при Казанской духовной академии.
С началом Первой мировой войны Р. В. Ризположенский стал обращать больше внимания на военно-патриотическую составляющую музейно-просветительной работы. В это время Казани была отведена роль одного из основных тыловых «перевалочных» пунктов, вследствие чего она быстро наполнилась как беженцами и военнопленными, так и ранеными воинами действующей армии, которые заметно пополнили контингент посетителей музея. В знак уважения к пролившим свою кровь защитникам Родины, после выступления Р. В. Ризположенского на заседании Совета КГМ 14 (27) ноября 1914 г. было принято решение бесплатно допускать в музей раненых солдат.
Одновременно Р. В. Ризположенский сам являлся активным жертвователем и пополнителем фондов музея. При этом он передавал в дар КГМ, главным образом, книги (археологического, этнографического содержания), в том числе — и свои многочисленные печатные труды, различные журналы, а также образцы почв, нумизматические ценности, чучела, останки древних животных и многое другое.

## Семья, дети
О личной жизни Р. В. Ризположенского известно, что он был женат первым браком на Ольге Трифоновне Ризположенской, православного вероисповедания.

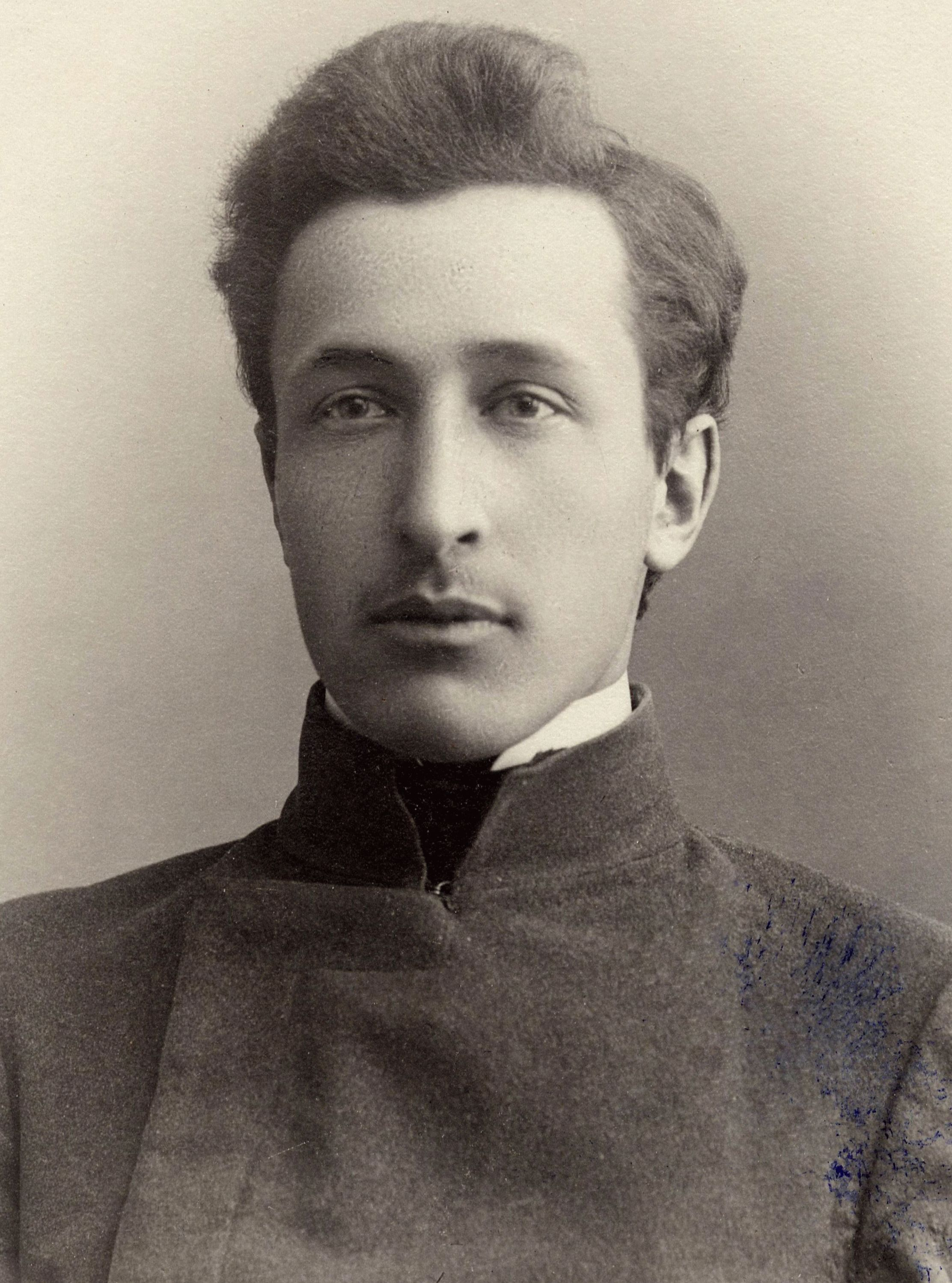
Михаил Рафаилович Ризположенский (Казань, 1908 г.)

20 октября (1 ноября) 1889 г. в Санкт-Петербурге у них родился (и там же, на второй день, был крещён) сын Михаил, который впоследствии — с 1899 по 1908 гг. — учился в Казанской 3-й мужской гимназии, а с 1908 по 1912 гг., в качестве студента, на естественном отделении физико-математического факультета ИКУ.
Второй сын — Олег — родился 27 июля (8 августа) 1895 г. в селе Халбуж Кологривского уезда Костромской губернии (ныне — Угоры Мантуровского района Костромской области). 29 июля (10 августа) 1895 г. он был крещён в сельской Воскресенской церкви.
В августе 1906 г. О. Р. Ризположенский поступил в Казанскую 3-ю мужскую гимназию, которую окончил, при отличном поведении, в июне 1914 г. 2 (15) июля 1914 г. он подал прошение на имя ректора ИКУ с просьбой «сделать надлежащее распоряжение» о его принятии в число студентов «по филологическому факультету». Со второй половины 1914 г. по апрель 1916 г. О. Р. Ризположенский являлся студентом славяно-русского отделения историко-филологического факультета ИКУ. В апреле 1916 г. он был призван, в качестве вольноопределяющегося, на военную службу.

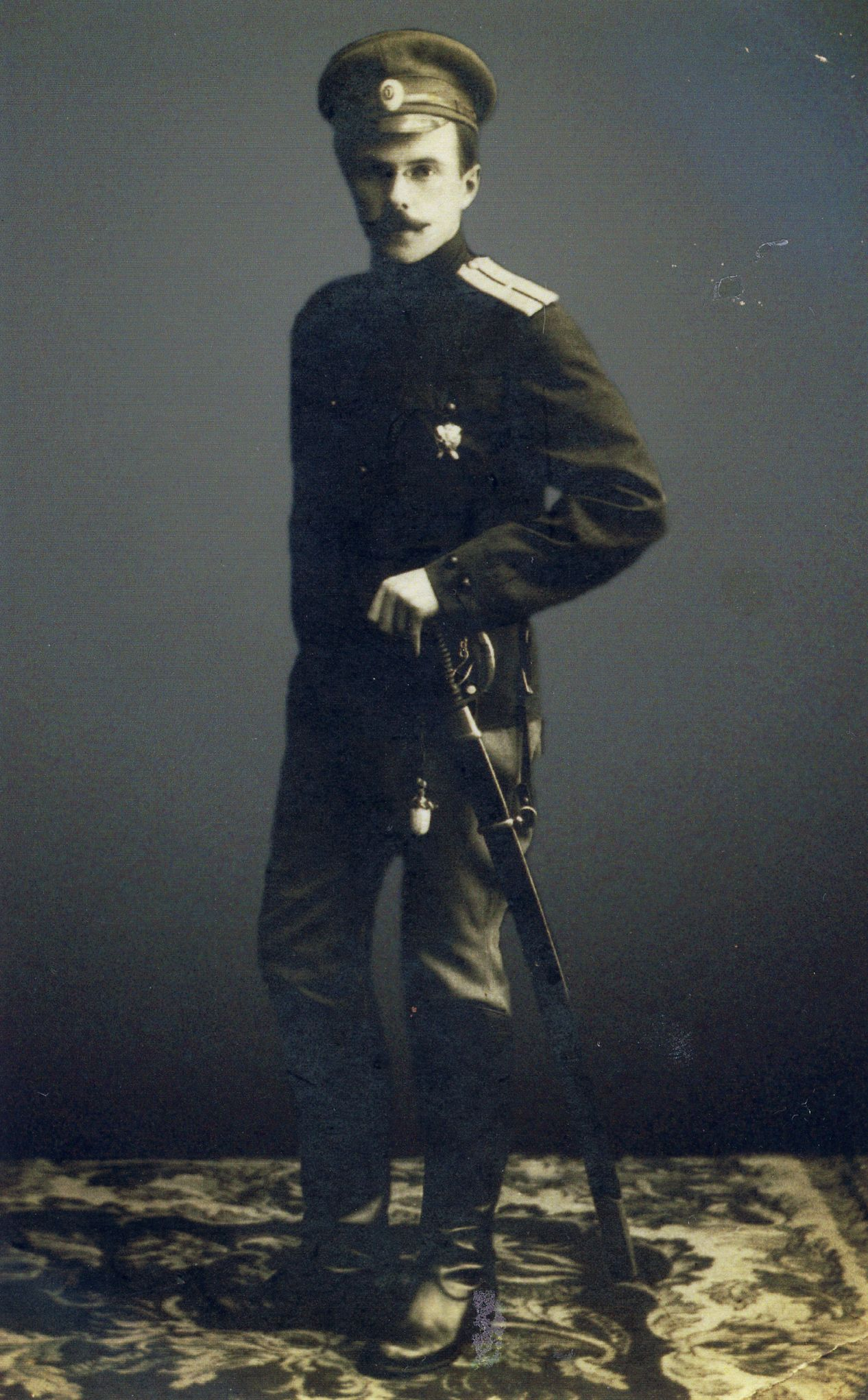
Олег Рафаилович Ризположенский (1916 г.)

После революционных событий 1917 г. судьба обоих сыновей Р. В. Ризположенского сложилась драматически.
О. Р. Ризположенский был уволен со службы в чине прапорщика 654-го пехотного Рогатинского полка в марте 1918 г. В апреле 1918 г. он подал прошение на имя ректора Казанского университета с просьбой зачислить его в число студентов историко-филологического факультета «на 4-й семестр», с которого ранее был взят на военную службу. О. Р. Ризположенский был женат на Г. Н. Ризположенской (в девичестве — Колибриной).
Далее документальные свидетельства обрываются. Вместе с тем, известно, что в дальнейшем О. Р. Ризположенский служил в РККА и, по свидетельству его внучки О. И. Кузовкиной, принял участие в походе М. Н. Тухачевского на Варшаву, во время которого был ранен. До начала 1930-х гг. Олег и Галина Ризположенские жили в селе Шемятино Макарьевского района Костромской области, где у них родились четверо детей. Ризположенские держали большое хозяйство, открыли торговую лавочку. У них был двухэтажный дом, заметную часть которого занимала библиотека.
В 1930-е гг. О. Р. Ризположенский перевёз свою семью в город Макарьев. Служил счетоводом Макарьевской гужтранспортной артели. 14 июня 1938 г. О. Р. Ризположенский был арестован, обвинён по статье 58-6 УК РСФСР, приговорён к высшей мере наказания и 17 октября того же года расстрелян (реабилитирован 13 мая 1957 г.).
Не избежал репрессий и старший сын Р. В. Ризположенского Михаил, проживавший до начала 1930-х гг. в селе Барвенково Харьковского округа Украинской ССР. 6 марта 1931 г. он был арестован и 12 сентября того же года осуждён коллегией ОГПУ по статьям 58-4, 58-7 и 58-11 УК РСФСР на десять лет лишения свободы. 27 ноября 1931 г. М. Р. Ризположенский прибыл из Харьковского ДОПРа в Ухтпечлаг (Коми АССР). 6 марта 1941 г., по отбытии срока, он был освобождён из заключения. Согласно сведениям родственников, М. Р. Ризположенский до конца жизни жил в Ухте.

## Обстоятельства смерти Р. В. Ризположенского
Привычный ход жизни Р. В. Ризположенского сломали революционные события 1917 г., в период которых упоминания о нём окончательно пропадают. На данный момент известно только, что в 1918 г. (либо уже в конце 1917 г.) он перестал быть хранителем КГМ.
Как отмечала историк музейного строительства в Татарии К. Р. Синицина: «С уходом из музея хранителя Р. В. Ризположенского в составе сотрудников оставались лишь надзирательницы. Поступление новых экспонатов прекратилось. За весь 1918 год в музей поступил лишь один предмет — пепельница из отпиленной части снаряда».
В опубликованной в № 7 — 8 за 1920 г. «Казанского Музейного Вестника» статье профессора Н. Ф. Катанова «Несколько слов о казанских коллекционерах», помимо прочего, сообщалось : «Интересуясь почвами  Казан[ской] губ[ернии] уже с давних пор, Р. В. Ризположенский собрал богатейшую коллекцию образцов почв, из коих часть выставлена в Губ[ернском] Музее, но научно ещё не издана. Библиотека его состояла исключительно из сочинений по почвоведению и сельскому хозяйству, в которых он был большим знатоком. О судьбе коллекции почв Р. В. Ризположенского ничего не известно. Книги все уничтожены красноармейцами до последнего листа».
При этом известно, что Р. В. Ризположенскому удалось покинуть Казань и перебраться в село Шемятино Макарьевского уезда Костромской губернии, где он жил вместе со своим сыном Олегом и его женой Галиной.
Несмотря на то, что его судьба самым тесным образом оказалась связана с Казанью, Р. В. Ризположенский никогда не забывал родную губернию. Свои первые почвоведческие исследования он проводил в 1887 г. в достаточно «глухих», по тем временам, Макарьевском и Кологривском уездах Костромской губернии. Продолжал наведываться он туда, по-видимому, и через тридцать лет. Так, например, в журнале заседания Совета КГМ 18 (31) октября 1916 г. отмечено, что Р. В. Ризположенский пожертвовал последнему «старинный священнический пояс и старинную стальную печатку для писем, каковые предметы получены им в Кологривском уезде, Костромской губ[ернии]».
Умер Р. В. Ризположенский, прежположительно между 1921 и 1924 гг. Со слов его невестки Г. Н. Ризположенской в общих чертах известны также обстоятельства его смерти. Согласно её рассказу, Р. В. Ризположенский скончался скоропостижно на глазах у своего сына Олега. «Дело было в конце зимы или ранней весной, — передаёт рассказ своей бабушки О. И. Кузовкина. — Отец с сыном отправились в санях на лошади за сеном. Погрузили, Олег взял лошадь под уздцы и повёл, а Рафаил Васильевич шёл сзади. Вдруг Олег услышал звуки, похожие на хриплый кашель, подбежал к отцу, но он был уже мёртв».
Где похоронен Р. В. Ризположенский, не известно.

## Увековечивание памяти Р. В. Ризположенского
1 — 3 марта 2012 г. в Санкт-Петербурге прошла Международная научная конференция XV Докучаевские молодёжные чтения «Почва как природная биогеомембрана», посвящённая 150-летию со дня рождения Р. В. Ризположенского (по постановлению Учёного совета Биолого-почвенного факультета Санкт-Петербургского государственного университета напечатаны материалы конференции). В рамках проведения конференции в Центральном музее почвоведения им. В.В.Докучаева была организована большая выставка, посвящённая Р. В. Ризположенскому.

## Список опубликованных научных работ и статей Р. В. Ризположенского
(Список опубликован в третьем выпуске книги И. Е. Алексеева «На страже Империи»)
- Ризположенский Р. Цветковые растения окрестностей с. Салман, Спасского уезда, Казанской губернии// Труды Общества Естествоис-пытателей при Императорском Казанском Университете. Том XVII. Выпуск 2. — Казань: Типография Императорского Университета, 1887. — 32 с.
- Ризположенский Р. Заметка о болотных железных рудах, залегающих близ д.д. Фатьянова и Коровина, Кологривского уезда, Костромской губернии// Приложение к протоколам заседаний Общества Естествоиспытателей при Императорском Казанском Университете № 99. — Казань: Типография Университета, 1888. — 3 с.
- Ризположенский Р. Доклад Губернскому земскому собранию о почвенных и геологических исследованиях в Казанском, Лаишевском, Чистопольском и Спасском уездах Казанской губернии, произведённых летом 1888 года. Гордягин А. Предварительный отчёт о почвенных исследованиях 1888 года в Казанском и Лаишевском уездах, Казанской губернии// Приложение к протоколам заседаний Общества Естествоиспытателей при Императорском Казанском Университете № 107. — Казань: Типография Университета, 1888. — 43 (1) с.
- Ризположенский Р. О новом способе выемки почвенных образцов// Приложение к протоколам заседаний Общества Естествоиспытателей при Императорском Казанском Университете № 114. — Б.м. [Казань]: б.г. [1889]. — 4 с.
- Ризположенский Р. Предварительный отчёт о почвенных исследованиях в Свияжском и Тетюшском уездах Казанской губернии// Приложение к протоколам заседаний Общества Естествоиспытателей при Императорском Казанском Университете № 117. — Б.м. [Казань], б.г. [1889]. — С.с. (31) — 53.
- Ризположенский Р. Отчёт о почвенных исследованиях в Макарьевском и Кологривском уездах, Костромской губернии// Труды Общества Естествоиспытателей при Императорском Казанском Университете. Том XXI. Выпуск 4/ С предисл. Р. В. Ризположенского. — Казань: Типография Императорского Университета, 1889. — 33 с.
- [Гордягин А., Ризположенский Р.] Предварительный отчёт о почвенных исследованиях в Козмодемьянском, Чебоксарском, Цивильском и Ядринском уездах Казанской губернии А.Гордягина и Р.Ризположенского// Доклад Губернскому Земскому Собранию о почвенных и геологических исследованиях в Козмодемьянском, Чебоксарском, Цивильском и Ядринском уездах Казанской губернии, произведённых летом 1890 года/ Приложение к протоколам заседаний Общества Естествоиспытателей при Императорском Казанском Университете № 123. — Б.м. [Казань], б.г. [1890]. — С.с. (3) — 29.
- Ризположенский Р. Проект организации и устава Казанского научно-промышленного музея. — Казань: Типография Губернского Правления, 1891. — 45 с.
- Ризположенский Р. Естественно-историческое описание Казанской губернии. Почвы Казанской губернии. Глава I. Понятие о почве, классификация почв и общее описание почв Казанской губернии// Труды Общества Естествоиспытателей при Императорском Казанском Университете. Том XXIV. Выпуск 6/ С предисл. А. Я. Гордягина и Р. В. Ризположенского. — Казань: Типо-литография Императорского Университета, 1892. — 129 с., таблицы.
- Ризположенский Р. О необходимости и значении почвенных исследований для сельского хозяйства и оценки земель. — Казань: Типо-литография Императорского Университета, 1892. — 17 с.
- Заявление действительного члена Р. В. Ризположенского// Программы предполагаемых в 1893 г. экскурсий/ Приложение к протоколам заседаний Общества Естествоиспытателей при Императорском Казанском Университете № 137. — Б.м., б.г. — С.с. (1) — 2.
- Ризположенский Р. О поисках гудрона в юго-восточной части Самарской луки (с хромолитографированною таблицей)// Труды Общества Естествоиспытателей при Императорском Казанском Университете. Том XXVI. Выпуск I. — Казань: Типо-литография Императорского Университета, 1893. — 54 с., таблица.
- Ризположенский Р. Естественно-историческое описание Рожественского имения наследников М. Г. Ушковой, находящегося в Сызранском уезде Симбирской губернии. I. Геологический очерк. — Казань: Типо-литография Императорского Университета, 1893. — 52 с., таблица.
- [Ризположенский Р. В.] Отчёт Департаменту Земледелия и Сель-ской Промышленности Министерства Государственных Имуществ о почвенных исследованиях 1893 года Р.Ризположенского. — Казань: Типо-литография Императорского Университета, 1894. — 12 с.
- Ризположенский Р. Описание коллекции почв Волжско-Камского края/ С предисл. В. И. Сорокина. — Казань: Типография Императорского Университета, 1894. — II, 73 с. (Из Агрономического Кабинета Императорского Казанского Университета)
- Ризположенский Р. В. Перечень и описание экспонатов, выставленных на Всероссийской сельскохозяйственной выставке в Москве в 1895 г. Обществом естествоиспытателей при Императорском Казанском университете и им самим// Каталог отдела почвоведения и кли-матологии на Всероссийской сельскохозяйственной выставке 1895 г. — Москва, 1895. — С.с. 124—131.
- Ризположенский Р. Описание коллекции почв Пермской губернии, собранной А.Гордягиным в 1894 году (с предисловием профессора В. И. Сорокина)// Учёные Записки Императорского Казанского Университета. — 1895 (год LXII). — Кн. 5 — 6 (май — июнь). — Часть неофициальная. — Казань: Типография Университета, 1895. — С.с. (73) — 110.
- Ризположенский Р. О почвенных исследованиях, произведённых в 1894 году// Приложение к протоколам заседаний Общества Естествоиспытателей при Императорском Казанском Университете № 149. — Казань: Типо-литография Университета, 1895. — С.с. (1) — 10.
- Ризположенский Р. В. О почвенных исследованиях, произведённых в Пермской губернии А.Гордягиным и Р.Ризположенским в 1894 г. Отчёт Пермскому губернскому земству// Сборник Пермского земства. — 1895. — № 5 — 6. — С.с. 1 — 31.
- Ризположенский Р. В. Проект мероприятий для изучения почв Пермской губернии и составления почвенной карты масштаба 10 вёрст в дюйме в интересах оценки её производительных сил и улучшения сельского хозяйства// Сборник Пермского земства. — 1895. — № 5 — 6. — С.с. 31 — 45.
- [Ризположенский Р. В.] О почвенных исследованиях, произведённых в Пермской губернии А.Гордягиным и Р.Ризположенским в 1894 г. Отчёт Пермскому Губернскому Земству. — Пермь: Типография Губернской Земской Управы, [1895]. — С.с. (41) — 43.
- Ризположенский Р. Описание коллекции почв Пермской губернии, собранной А.Гордягиным в 1894 году/ С предисл. профессора В. И. Сорокина. — Казань: Типо-литография Императорского Университета, 1895. — 47 с. (Из Агрономического Кабинета Императорского Казанского Университета)
- Ризположенский Р. Естественно-историческое описание Казанской губернии. Почвы Казанской губернии. Глава III. Почвы средней полосы Казанской губернии// Труды Общества Естествоиспытателей при Императорском Казанском Университете. Том XXIX. Выпуск 2/ С предисл. Р. В. Ризположенского. — Казань: Типо-литография Императорского Университета, 1895. — IV, 301, III с.
- Ризположенский Р. Очерк положения, оро-гидрографических, геологических и почвенных условий Казанской губернии. — Казань: Типо-литография В. М. Ключникова, 1895. — 71 с., табл., карты.
- Ризположенский Р. В. Описание и характеристика почвенных районов Симбирского уезда. — Симбирск, 1896. — 32 с.
- [Ризположенский Р. В.] Отчёт о почвенных исследованиях в 1893—1895 гг. Р.Ризположенского (Департаменту Земледелия Министерства Земледелия и Государственных Имуществ). — Казань: Типо-литография Императорского Университета, 1896. — LXIV, 157 с.
- [Ризположенский Р. В.] I. Очерк положения, оро-гидрографических, геологических и почвенных условий Казанской губернии// Общий свод данных хозяйственно-статистического исследования Казанской губернии. Часть экономическая. (С 4 картограммами). — Казань: Типо-литография В. М. Ключникова, 1896. — С.с. (1) — 71.
- Ризположенский Р. Естественно-историческое описание Казанской губернии. Почвы Казанской губернии. Глава IV. Почвы юго-восточной части Казанской губернии// Труды Общества Естествоиспытателей при Императорском Казанском Университете. Том XXIX. Выпуск 5. — Казань: Типо-литография Императорского Университета, 1896. — 102, V с.
- [Ризположенский Р. В.] Отчёт о почвенных исследованиях в 1896 году Р.Ризположенского// Труды Общества Естествоиспытателей при Императорском Казанском Университете. Том XXXI. Выпуск 3. — Казань: Типо-литография Императорского Университета, 1897. — 49 с.
- Ризположенский Р. В. Восток Европейской России. — Казань: Типо-литография Императорского Университета, 1897. — 24, 12, 17, 12 с.
- Ризположенский Р. О необходимости почвенного музея в Казани и проект его организации. — Казань: Типо-литография Императорского Университета, 1897. — 12 с.
- [Ризположенский Р. В.] Краткий указатель группы почвоведения Казанского городского музея / Indicateur abrégé du groupe de l`etude des sols au muse de la ville de Kazan. — Казань: Типо-литография Императорского Университета, 1897. — 30 с.
- Ризположенский Р. Отчёт об организации группы почвоведения при Казанском городском музее Департаменту земледелия министерства земледелия и государственных имуществ. — Казань: Типо-литография Императорского Университета, 1898. — 26 с., план.
- Ризположенский Р. Описание Оханского уезда, Пермской губернии, в почвенном отношении. — Пермь, 1898. — 48 с.
- Ризположенский Р. Описание Красноуфимского уезда Пермской губернии в почвенном отношении. — Казань: Типо-литография Императорского Университета, 1898. — 70 с., почвенная картограмма.
- Ризположенский Р. Описание Пермского Предуралья в почвенном отношении. Выпуск I. — Казань: Типо-литография Императорско-го Университета, 1899. — 172 с.
- [Ризположенский Р. В.] Объяснительная записка к экспонатам, представленным Р.Ризположенским на Всемирную Выставку 1900 г. в Париже. — Казань: Типо-литография Императорского Университета, 1900. — 26 с., карта.
- [Rispologensky R.] Notice explicative sur les objets exposés par R.Rispologensky, à l`Expozition Universelle de 1900 à Paris. — Kazan: Imprimerie de l`Université Impériale à Kazan, 1900. — 25 pp.
- Ризположенский Р. В. Описание Чердынского уезда, Пермской губернии, в почвенном отношении. — Пермь: Типография Губернской земской управы, 1901. — 63 с.
- Ризположенский Р. Описание Симбирской губернии в почвенном отношении (с 2 литографированными таблицами и 3 картами)// Труды Общества Естествоиспытателей при Императорском Казанском Университете. Том XXXVI. Выпуск 2. — Казань: Типо-литография Императорского Казанского Университета, 1901. — 193 (2) с., таблицы, карты.
- Ризположенский Р. В. Описание Екатеринбургского уезда, Пермской губернии, в почвенном отношении. — Пермь, 1902. — 73 с.
- [Ризположенский Р. В.] Котельнический уезд. Описание в почвенном отношении// Сборник материалов по оценке земель Вятской губернии. Том IV. Выпуск 1. — Вятка: Типография и хромолитография Шкляевой, 1903. — 70 с. (Статистическое отделение при Вятской губернской земской управе)
- [Ризположенский Р. В.] Яранский уезд. Описание в почвенном отношении// Сборник материалов по оценке земель Вятской губернии. Том V. Выпуск 1. — Вятка: Типография и хромолитография Шкляевой, 1903. — 47 с. (Статистическое отделение при Вятской гу-бернской земской управе)
- [Ризположенский Р. В.] Нолинский уезд. Описание в почвенном отношении// Сборник материалов по оценке земель Вятской губернии. Том VI. Выпуск 1. — Вятка: Типография и хромолитография Шкляевой, 1903. — 40 с. (Статистическое отделение при Вятской гу-бернской земской управе)
- [Ризположенский Р. В.] Уржумский уезд. Описание в почвенном отношении// Сборник материалов по оценке земель Вятской губернии. Том VII. Выпуск 1. — Вятка: Типография и хромолитография Шкляевой, 1903. — 35 с. (Статистическое отделение при Вятской гу-бернской земской управе)
- Ризположенский Р. В. Описание Пермского Зауралья в почвенном отношении. — Пермь: Типография Губернской земской управы, 1903. — 196 с.
- [Ризположенский Р. В.] Вятский уезд. Описание в почвенном отношении// Сборник материалов по оценке земель Вятской губернии. Том I. Выпуск 4. — Вятка: Типография и хромолитография Шкляевой, 1904. — 32 с. (Статистическое отделение при Вятской губернской земской управе)
- [Ризположенский Р. В.] Орловский уезд. Описание в почвенном отношении// Сборник материалов по оценке земель Вятской губернии. Том II. Выпуск 2. — Вятка: Типография и хромолитография Шкляевой, 1904. — 41 с. (Статистическое отделение при Вятской губернской земской управе)
- [Ризположенский Р. В.] Слободской уезд. Описание в почвенном отношении// Сборник материалов по оценке земель Вятской губернии. Том III. Выпуск 2. — Вятка: Типография и хромолитография Шкляевой, 1904. — 40 с. (Статистическое отделение при Вятской губернской земской управе)
- [Ризположенский Р. В.] Малмыжский уезд. Описание в почвенном отношении// Сборник материалов по оценке земель Вятской губернии. Том VIII. Выпуск 1. — Вятка: Типография и хромолитография Шкляевой, 1904. — 52 с. (Статистическое отделение при Вятской губернской земской управе)
- [Ризположенский Р. В.] Елабужский уезд. Описание в почвенном отношении// Сборник материалов по оценке земель Вятской губернии. Том IX. Выпуск 1. — Вятка: Типография и хромолитография Шкляевой, 1904. — 41 с. (Статистическое отделение при Вятской губернской земской управе)
- [Ризположенский Р. В.] Сарапульский уезд. Описание в почвенном отношении// Сборник материалов по оценке земель Вятской гу-бернии. Том X. Выпуск 1. — Вятка: Типография и хромолитография Шкляевой, 1904. — 43 с. (Статистическое отделение при Вятской губернской земской управе)
- [Ризположенский Р. В.] Глазовский уезд. Описание в почвенном отношении// Сборник материалов по оценке земель Вятской губернии. Том XI. Выпуск 1. — Вятка: Типография и хромолитография Шкляевой, 1904. — 44 с. (Статистическое отделение при Вятской гу-бернской земской управе)
- Ризположенский Р. Обзор почвенных коллекций [Агрономического Кабинета Императорского Казанского Университета]// Учёные Записки Императорского Казанского Университета. — 1905 (год LXXII). — Кн. 7 — 8 (июль — август). — Часть неофициальная. — Казань: Типо-литография Императорского Университета, 1905. — С.с. (I) — II, (1) — 37.
- Ризположенский Р. В. Обзор почвенных коллекций Агрономического Кабинета Императорского Казанского Университета. — Казань: Типография Императорского Университета, 1905. — 37 с. (Из Агрономического Кабинета Императорского Казанского Университета)
- [Ризположенский Р. В.] Отчёт о почвенных исследованиях, произведённых в 1905 году, Р.Ризположенского. — Казань: Типо-литография Императорского Университета, 1905. — 16 с. (Санкт-Петербургскому Губернскому Земству)
- [Ризположенский Р. В.] Отчёт о почвенных исследованиях, произведённых в 1906 году, Р.Ризположенского. — Казань: Типо-литография Императорского Университета, 1906. — 15 с. (Санкт-Петербургскому Губернскому Земству)
- [Ризположенский Р. В.] Великая Русская Земля и Воля. 1905. — Казань: Типо-литография Императорского Университета, 1906. — 26, 26, 52, 18 (1) с., карта, план, таблица.
- Ризположенский Р. По вопросу о выборах в Государственную Думу. I. За единение с Союзом Русского Народа. — Казань: Типо-литография И. С. Перова, 1906. — 16 с. (Казанский отдел «Русского Собрания»)
- Ризположенский Р. По вопросу о выборах в Государственную Думу. II. Кого выбирать во вторую Государственную Думу от г. Казани. — Казань: Типо-литография И. С. Перова, 1906. — 8 с. (Казанский отдел «Русского Собрания»)
- Ризположенский Р. В защиту прав Русского народа. — Казань: Типо-литография И. С. Перова, 1906. — 16 с.
- Ризположенский Р. За правду. — Казань: Типо-литография И. С. Перова, б.г. — 8 с.
- Ризположенский Р. В. Казань, 14 января// Черносотенец. — 1907. — № 6 (14 января).
- Ризположенский Р. Ещё за правду. — Казань: Типо-литография И. Н. Харитонова, 1907. — 15 с.
- Ризположенский Р. Описание Санкт-Петербургской губернии в почвенном отношении (с 2 литографированными таблицами и 1 картою)/ Отчёт Санкт-Петербургскому губернскому земству о почвенных исследованиях, произведённых в 1905—1907 годах. — Казань: Типо-литография Императорского Университета, 1908. — 280 (1) с.
- [Ризположенский Р. В.] Работы Р. В. Ризположенского по изучению почв, представленные в павильоне Пермского Земства на Казан-ской международной выставке 1909 года. — Казань: Типография Императорского Университета, 1909. — 3 с.
- Ризположенский Р. Описание Кунгурского, Осинского и Красноуфимского уездов, Пермской губернии, в почвенном отношении. — Казань: Типо-литография Императорского Казанского Университета, 1909. — 127 с.
- Ризположенский Р. Описание Пермской губернии в почвенном отношении (с 2 литографированными таблицами и 1 картою)// Отчёт Пермскому губернскому земству о почвенных исследованиях. — Казань: Типо-литография Императорского Университета, 1909. — 282 (2) с., таблицы.
- Ризположенский Р. В. О железных дорогах, необходимых для г. Казани в связи с предполагаемым развитием сети их на востоке Европейской России. — Казань: Типо-литография Императорского Универ-ситета, 1910. — 14 с.
- Ризположенский Р. За русское правое дело. I. По поводу открытия клуба националистов в Казани. — Казань: Типо-литография Императорского Университета, 1912. — 8 с.
- Ризположенский Р. За русское правое дело. II. По поводу выборов в четвёртую Государственную Думу. Речь, читанная в заседании Царско-Народного Русского Общества 23 сентября 1912 года. — Казань: Типо-литография Императорского Университета, 1912. — 8 с.
- [Ризположенский Р. В.] Описание образцов почв, представленных на состоящую под Августейшим покровительством Его Императорского Высочества Великого Князя Александра Михайловича Международную учебно-промышленную выставку «Устройство и обо-рудование школы» Р.Ризположенским. — Казань: Типо-литография Императорского Университета, 1912. — 32 с.
- [Ризположенский Р. В.] Описание образцов почв, представленных в Новочеркасское землемерное училище Р.Ризположенским. — Казань: Типо-литография Императорского Университета, 1912. — 32 с.
- Ризположенский Р. О некоторых предметах, пожертвованных Казанскому Городскому Музею Феодором Андреевичем Лихачёвым в 1912 году// Приложение 3-е/ Ежегодник Казанского городского научно-промышленного музея. Отчёт Совета музея за 1912 год (двенадцатый год существования). — Казань: Типо-литография Императорского Университета, 1913. — С.с. (118) — 121.
- [Ризположенский Р. В.] О лунницах и цатах// Приложения/ Ежегодник Казанского Городского Музея. Отчёт Совета Музея за 1914 год. — Казань: Центральная Типография, 1915. — С.с. (1) — 3.